# 颱風山竹對港澳地區之影響
颱風山竹（英語：Super Typhoon Mangkhut）是2018年太平洋颱風季最強風暴之一。由於數值預報模式連續多報預測會對華南沿岸構成嚴重影響，因此早就引起傳媒炒作及氣象愛好者熱烈討論。它在2018年9月16日正面吹襲珠江口一帶，導致香港天文台和澳門氣象局連續兩年需要發出十號熱帶氣旋警告信號，多處災情嚴重。

## 香港
- 當地發出之最高熱帶氣旋警告信號： 十號颶風信號
- 最接近當地時間：2018年9月16日下午1時[2]
- 最接近當地位置：香港天文台總部之西南偏南約100公里（正面吹襲；平風暴中心距離香港天文台總部最遠之十號信號紀錄）[2][註 1]

### 高調警示，全城戒備

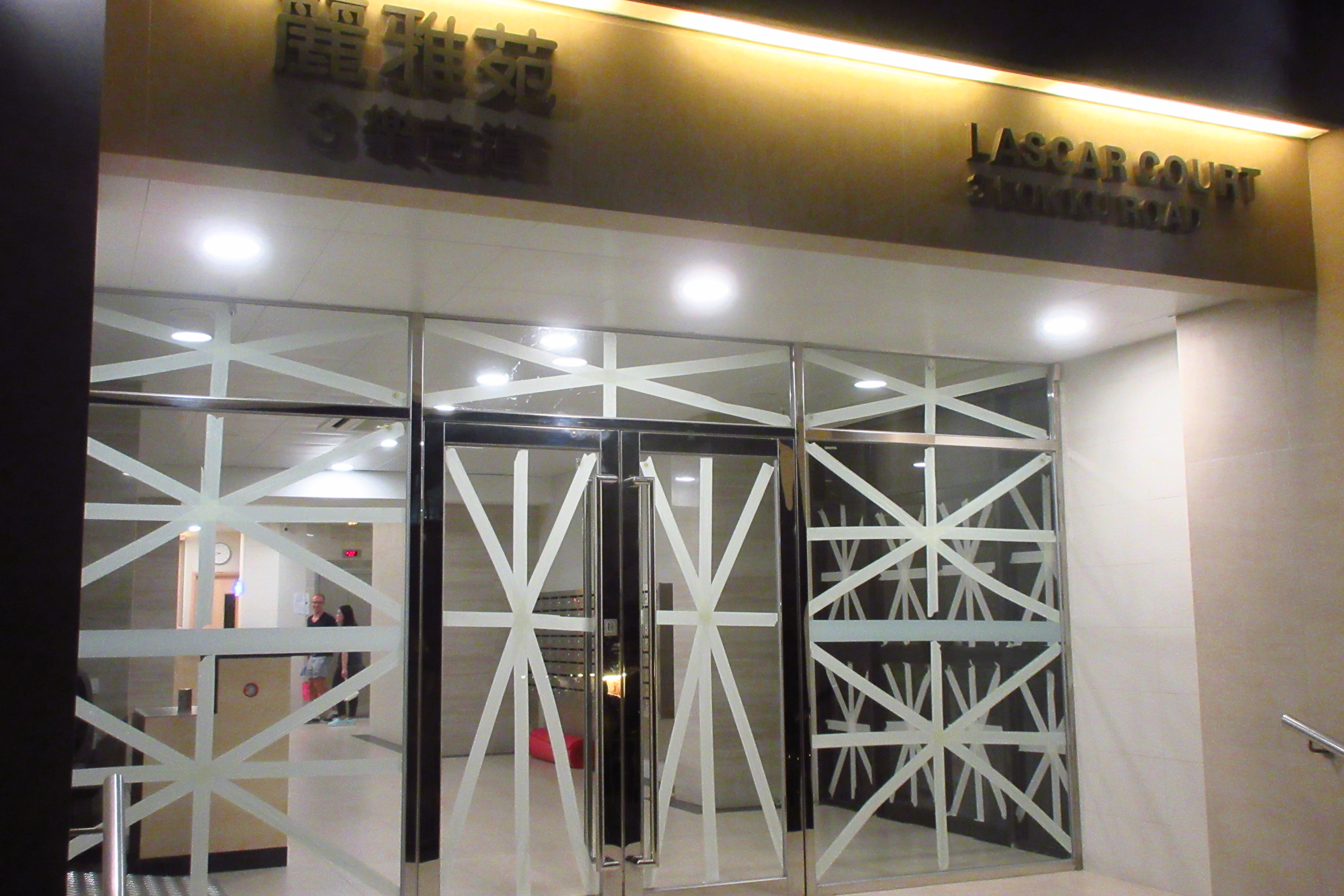
上環麗雅苑的管理署為玻璃窗貼上「米」字型膠紙，防止被強風吹破

山竹進入香港天文台責任範圍後，天文台在9月12日下午2時半發出「特別天氣提示」，指山竹環流廣闊，風力強勁，對廣東沿岸構成相當大威脅，並呼籲市民在未來數天做好充足準備及防禦措施；而當時熱帶風暴百里嘉正吹襲華南沿岸，三號強風信號仍然生效。這是繼2014年颱風海鷗以來，天文台再次於熱帶氣旋仍遠在西北太平洋時便發出高調警示，更罕有地在前一熱帶氣旋正在吹襲期間便警告下一熱帶氣旋所帶來的威脅。山竹在9月13日採取較偏西的路徑，天文台在當天下午3時15分更新特別天氣提示，指山竹將會移向呂宋一帶，其路徑及風力有機會受呂宋地形影響而出現變化，但對珠江口仍有威脅。而山竹其後採取偏西北路徑及加速移動，對珠江口構成重大威脅，天文台表示會在9月14日晚上考慮發出熱帶氣旋警告信號。
因應山竹移近香港，政府於召開跨部門會議後表示山竹影響力強大，故提早進行應對颱風的相關工作。保安局聯同多個政府部門9月14日下午3時30分舉行記者會，要求各部門須設隨時候命的後備人員，並須有全面動員之準備。民政事務總署亦於9月14日派員到鯉魚門、大澳等地點探訪居民，呼籲他們盡早到安全地方或臨時庇護中心暫住，並於9月15日接載大澳居民到臨時庇護中心。而民政署於天文台發出三號熱帶氣旋警告信號後，將開放48個臨時庇護中心，供有需要市民入住。天文台更罕有在沒有任何熱帶氣旋警告生效的情況下，表明發出八號信號機會相當高。
經過前一年颱風天鴿的正面吹襲，市民警覺性大為提高。不少市民在颱風吹襲前購買較多的糧食及日用品，超級市場貨架中的食物被搶購一空。亦有五金店、文具店表示，市民紛紛購買膠紙貼在玻璃窗上以防被大風吹至破裂，令膠紙十分暢銷，甚至出現抬價炒賣情況。

### 來勢洶洶，長驅直進

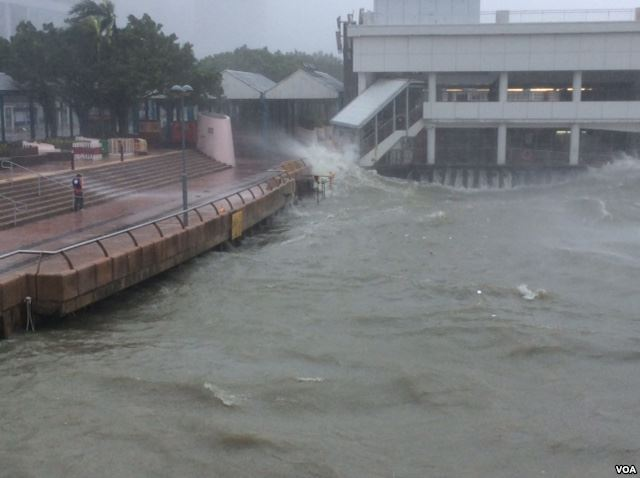
山竹所湧起的大浪不斷拍向中環碼頭

在山竹增強為超強颱風後，天文台已在「九天天氣預報」預測山竹會移入南海，9月16日至17日天氣會惡劣，有狂風大雨，並已預料將吹烈風。受山竹的外圍下沉氣流影響，香港在9月14日中午後氣溫飆升，下午3時天文台總部亦錄得35.1℃，創有紀錄以來9月第三高溫，深水埗、黃大仙、赤鱲角更超過36℃，其中跑馬地錄得高達36.4℃。除了高溫外，山竹也使香港出現嚴重煙霞，大埔的空氣監測站的空氣質素健康指數錄得10+，即達到最高「嚴重」水平，元朗下午亦一度錄得10+，其後回落至10的「甚高」，其餘各站指數亦普遍為8或以上。不過隨後香港受到山竹的外圍雨帶所影響，各區氣溫急跌。
天文台在9月14日晚上10時20分發出一號戒備信號，當時山竹集結於香港東南偏東遠達1110公里，這標誌著山竹打破了1989年颱風戈登及2014年颱風海鷗之850公里紀錄，成為有紀錄以來距離香港最遠而使香港天文台發出熱帶氣旋警告信號的熱帶氣旋。天文台隨即表示翌日（9月15日）稍後會考慮改發三號信號，更首次臨時修改一號信號定義，將其描述為「表示有一熱帶氣旋，將會進入香港800公里內」，而非「在香港約800公里內」。天文台更史無前例地在一號信號生效期間表示不排除發出十號信號的可能性。山竹於9月15日早上9時進入香港800公里內，而天文台在當日上午11時45分表示，會在下午3時至6時發出三號信號，並會在翌日（9月16日）凌晨考慮發出八號信號。天文台在下午4時20分發出三號強風信號，當時山竹集結在香港之東南約650公里。天文台更隨即表示會在當日午夜前後發出八號信號，並在傍晚預告將於晚上11時至次日凌晨2時發出八號信號。天文台再次警告，山竹環流相當廣闊，風勢猛烈，呼籲市民遠離岸邊及停止所有水上活動。

### 狂風暴雨，肆虐香港

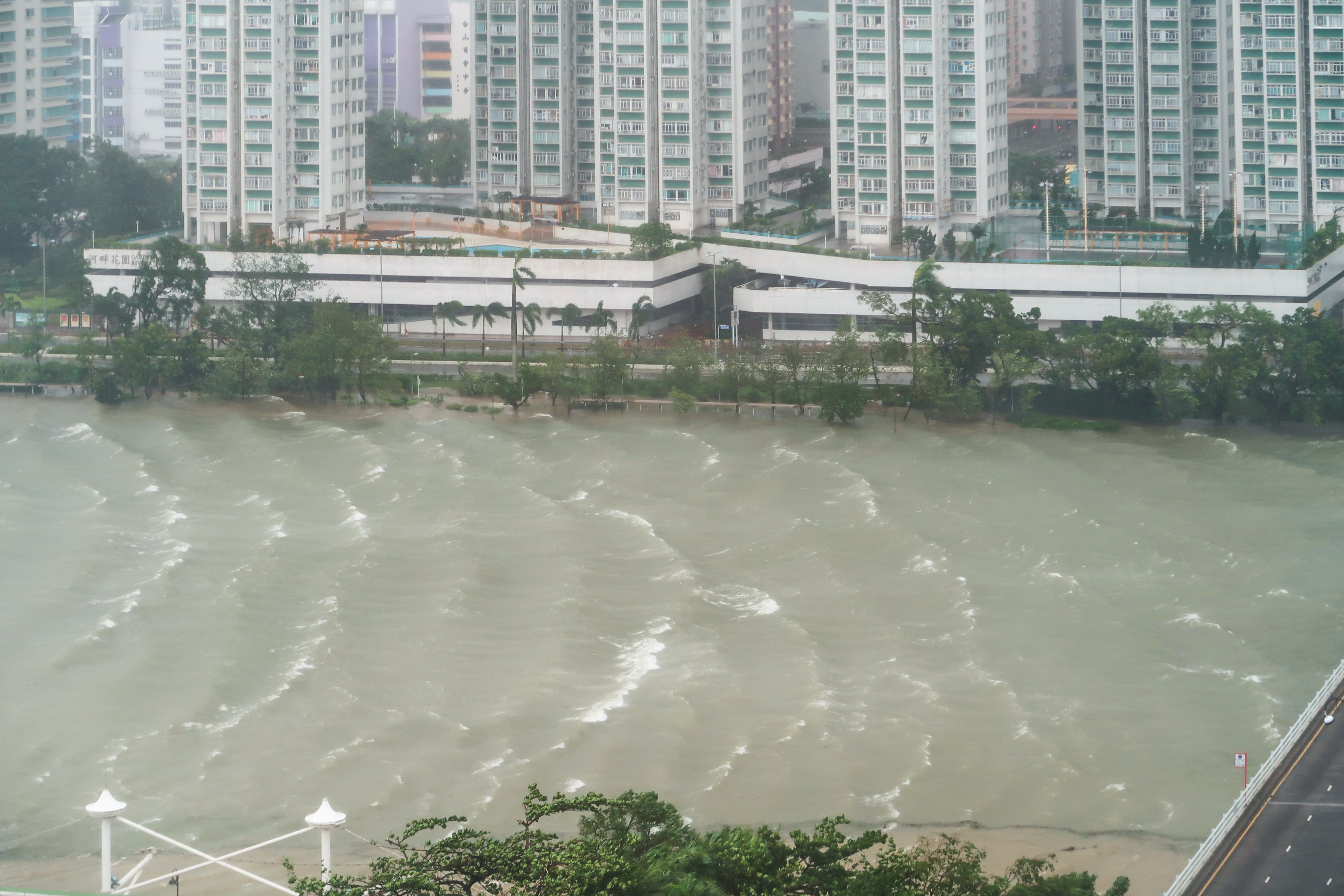
沙田城門河水位暴漲，河水淹沒河畔行人道

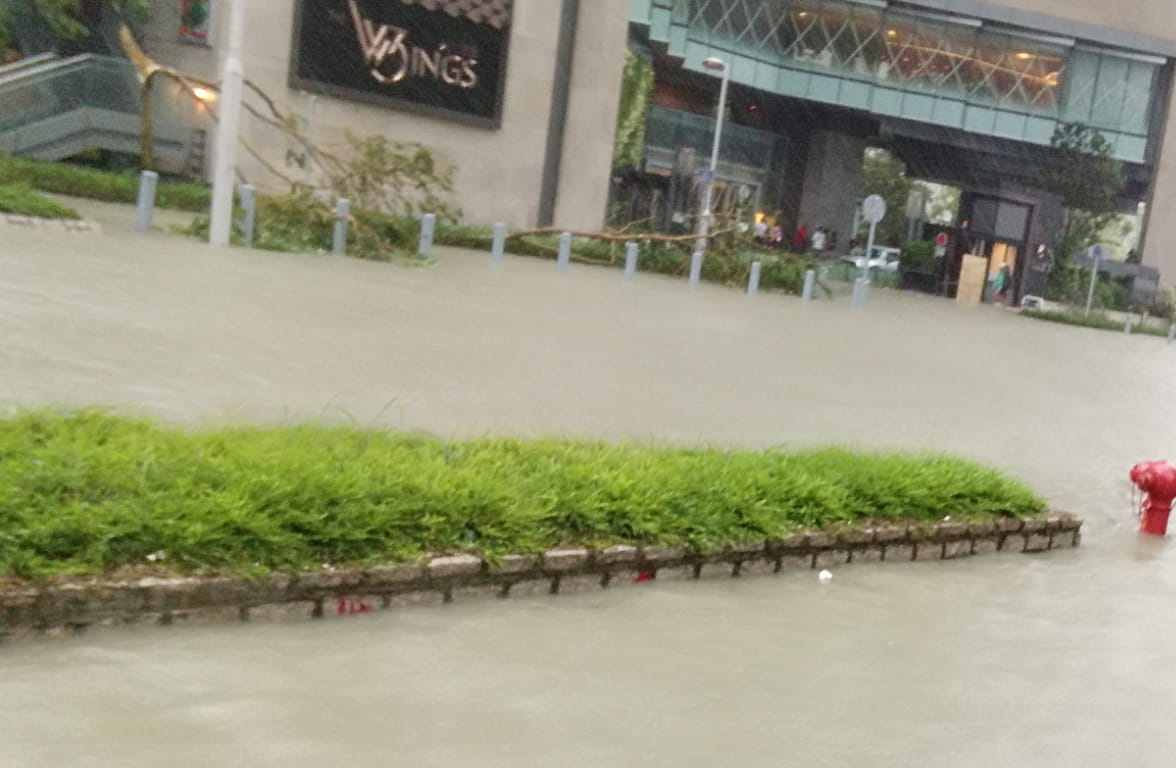
將軍澳海水倒灌嚴重，距離海傍超過400米外的PopWalk水深及膝

天文台在9月15日晚上11時10分發出「熱帶氣旋之特別報告」，宣佈預計在翌日（9月16日）凌晨1時10分或以前發出八號熱帶氣旋警告信號。天文台在9月16日凌晨1時10分發出八號東北烈風或暴風信號，當時山竹集結在香港東南約410公里。香港天氣當時仍然炎熱，天文台溫度仍有31度。天文台表示山竹會在9月16日中午前後最接近香港，會視乎本地風力而考慮是否需要發出更高熱帶氣旋警告信號。在八號信號發出之後，香港天氣急速轉壞，風勢迅速而顯著加強，多處地區已經受到東至東北強風影響，高地和離岸更開始吹起持續的烈風或暴風。由於山竹進一步接近香港，天文台在9月16日早上7時40分發出九號烈風或暴風風力增強信號，當時山竹集結在香港之東南偏南約200公里，並稍稍減弱為強颱風。天文台表示，雖然山竹稍為減弱，但風勢依然猛烈，會視乎風力變化考慮發出十號信號。由接近上午9時起，橫瀾島及大老山已首當其衝測得颶風，並且持續接近一小時，加上各區風勢繼續顯著增強，九號信號維持兩小時，天文台在上午9時40分發出十號颶風信號，當時山竹集結在香港之東南偏南約160公里。是次為繼前一年颱風天鴿後，天文台再次發出十號信號，更是自1960至1962年以來，天文台56年來首次連續兩年發出十號信號。十號信號發出後，香港風勢持續增強，加上山竹環流廣闊，具破壞性的風力及強雨帶持續肆虐香港，香港廣泛地區吹起偏東暴風至颶風。天文台於上午11時50分表示十號信號會維持一段時間，之後再於約12時50分表示十號信號會在當日下午維持。
受山竹最強的核心雨帶環流所影響，自日出起香港廣泛地區雨勢便以幾何級數上升，局部地區甚至直逼黑色暴雨程度，因此天文台在9月16日上午9時10分先發出黃色暴雨警告信號，再於上午10時55分發出紅色暴雨警告信號。天文台亦於上午11時25分發出新界北部水浸特別報告。而山泥傾瀉警告於下午2時20分發出。山竹於下午1時最接近香港，在香港天文台之西南偏南約100公里掠過。
山竹於9月16日下午5時登陸珠江口以西一帶，逐漸遠離香港，而香港風力亦開始減弱至烈風至暴風程度，只有長洲仍吹持續颶風，天文台在下午5時45分表示會視乎風勢情況在晚上7時至10時考慮改發八號信號。天文台先於下午6時50分改發黃色暴雨警告信號，及後因應香港廣泛地區風力逐漸減弱，香港境內不再受到颶風影響，天文台於9月16日晚上7時40分改發八號東南烈風或暴風信號，取代發出了長達10小時、生效時間僅次於颱風約克11小時的十號信號，當時山竹集結於香港以西約240公里。天文台在晚上7時50分表示香港多處仍受烈風或暴風影響，八號信號會維持一段時間。因應山竹進一步遠離香港，天文台在晚上11時45分表示會視乎香港風力在翌日（9月17日）早上六時前考慮改發三號信號。受山竹廣闊環流影響，當晚香港仍普遍吹東南烈風至暴風。隨着山竹繼續遠離香港和減弱為強烈熱帶風暴，廣泛地區風力於星期一早上進一步減弱至強風程度，天文台在9月17日凌晨5時20分改發三號強風信號，當時山竹集結於香港以西約500公里。山竹在9月17日上午8時減弱為熱帶風暴，但其廣闊環流仍帶來強風風力，天文台指當香港風勢進一步減弱時，會在下午至黃昏考慮改發一號信號。天文台在9月17日下午2時40分改發一號戒備信號，當時山竹集結於香港之西北偏西約720公里，並減弱為熱帶低氣壓。隨着境內離岸不再吹起強風，天文台最終在晚上7時10分取消所有熱帶氣旋警告信號，當時山竹集結於香港之西北偏西約790公里。

### 嚴重破壞，滿目瘡痍

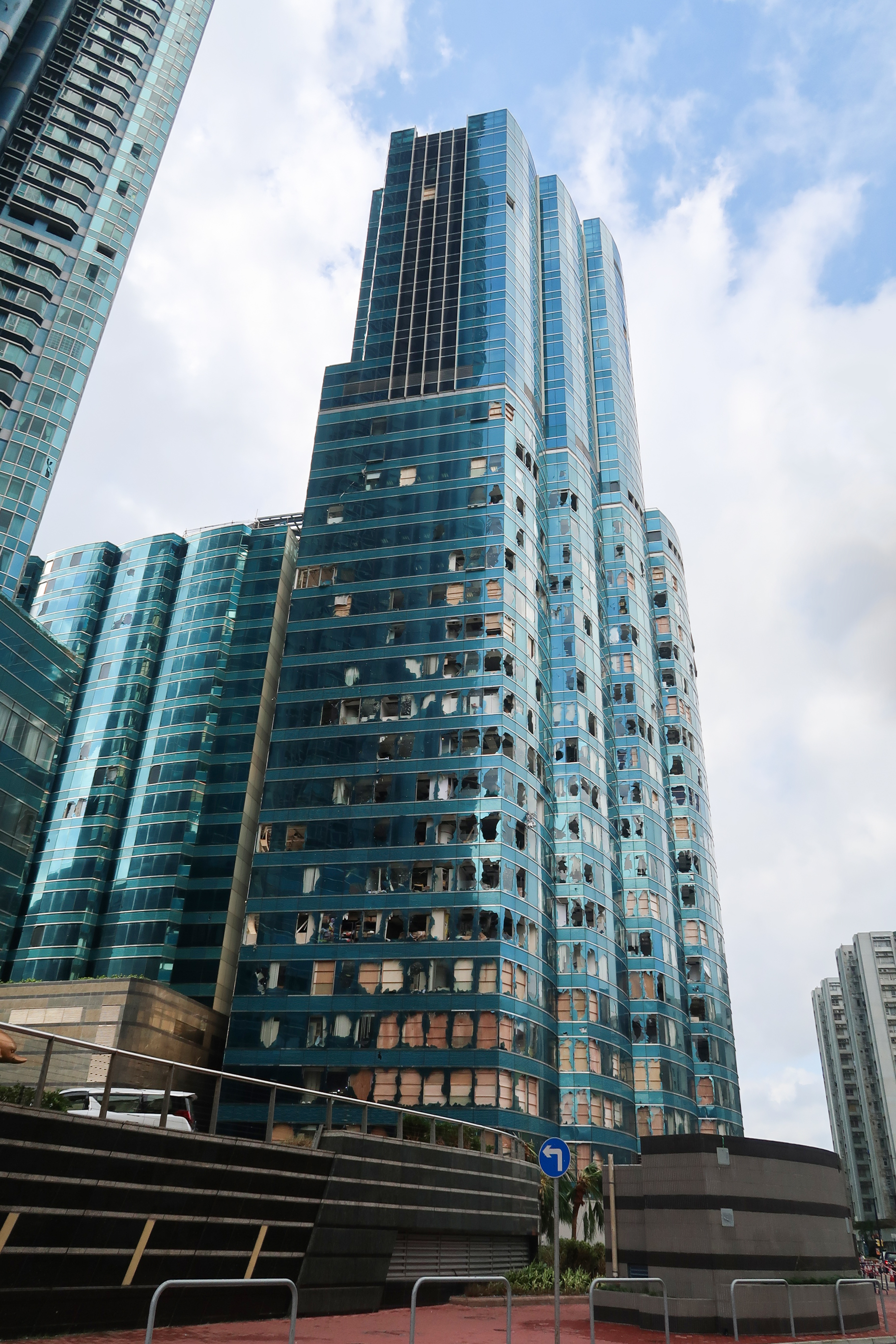
紅磡海濱廣場多幅玻璃幕牆被強風吹破

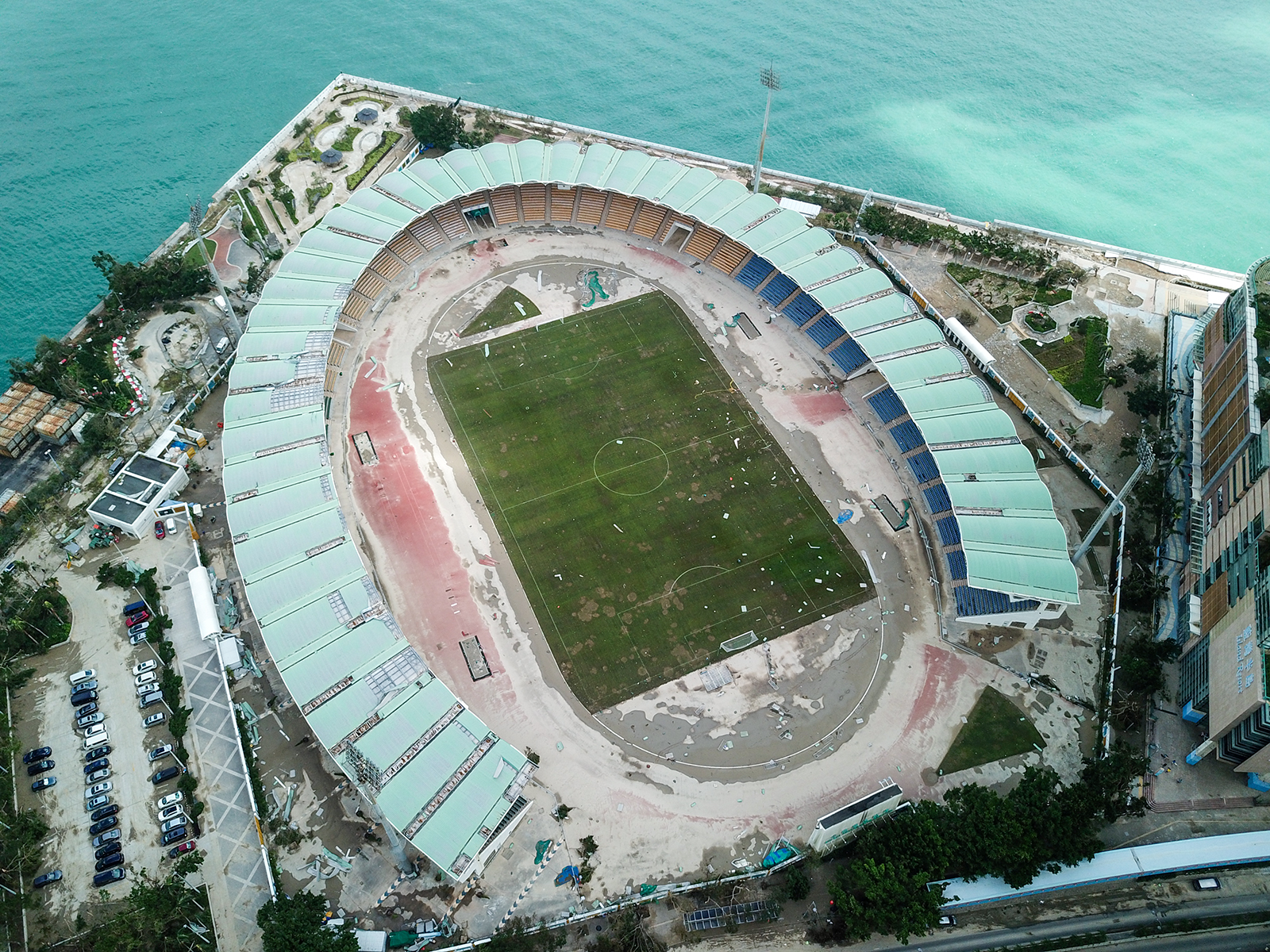
小西灣運動場受巨浪侵襲後滿目瘡痍，看台及草地等均有損毀

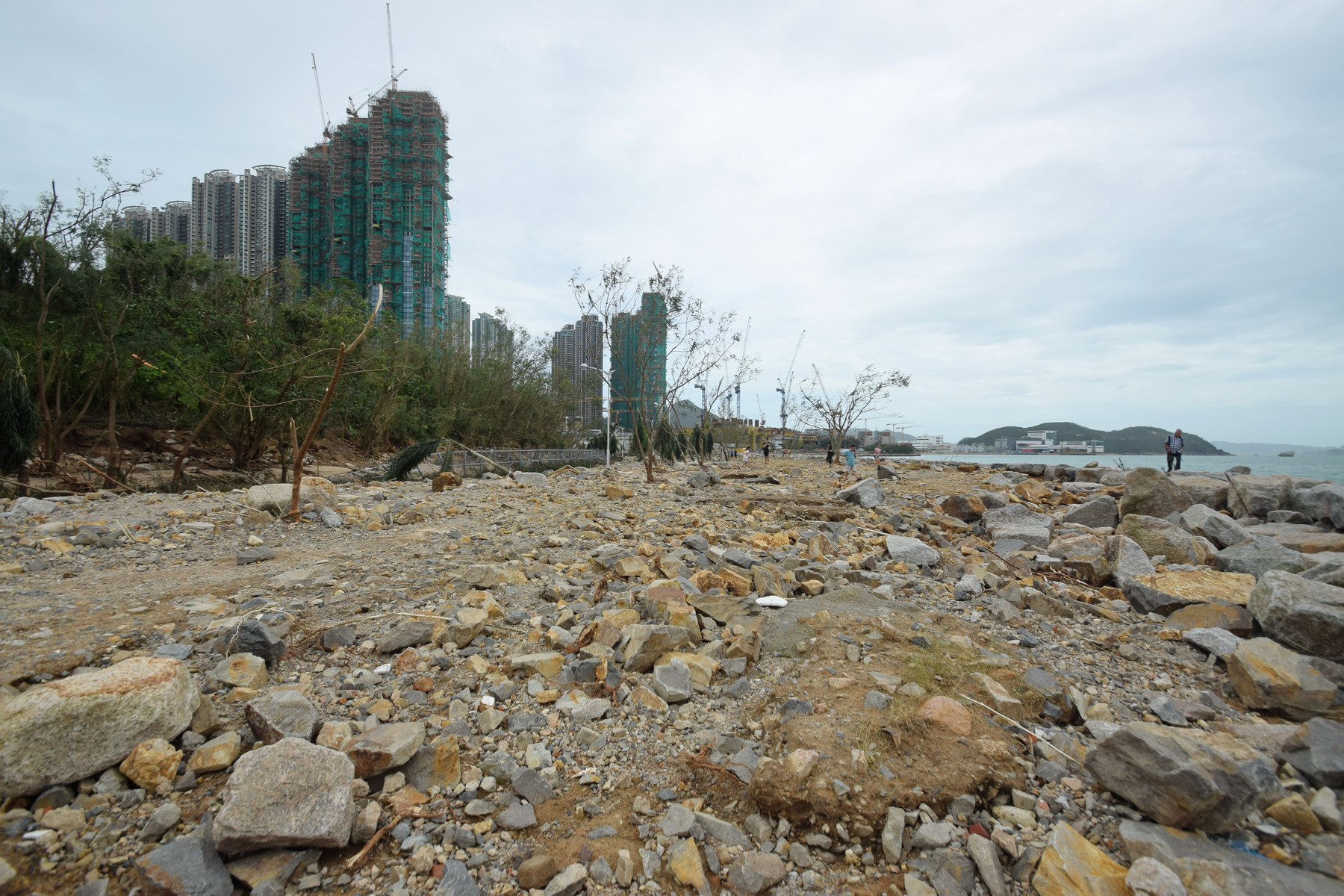
將軍澳南海濱長廊近日出康城的一段被風暴完全摧毀，猶如廢墟

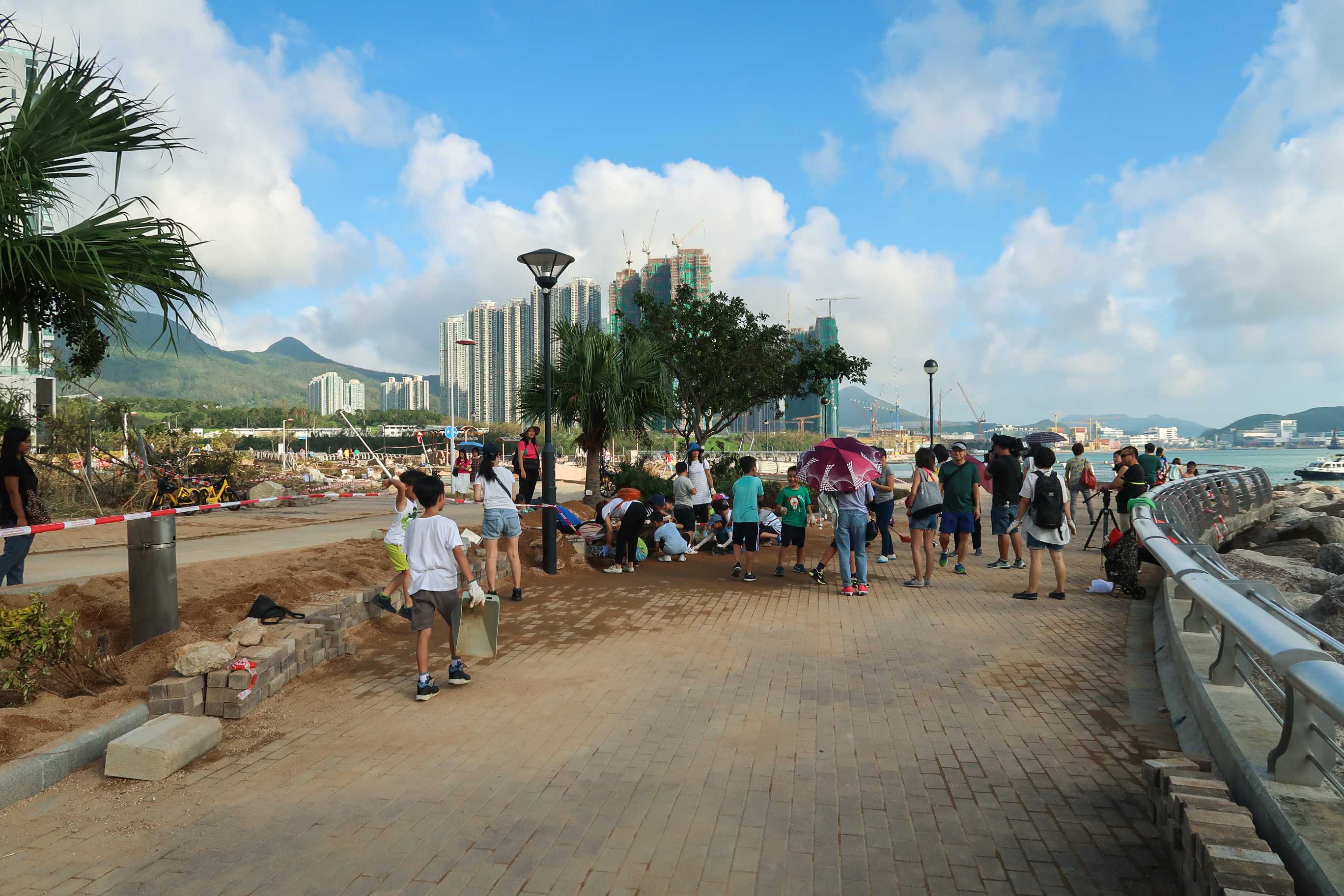
將軍澳海濱公園有居民自組清潔隊收拾災場，當中逾半為小朋友，協助移好磚塊和清理垃圾雜物

山竹吹襲期間，天文台測風網絡8個參考自動氣象站全部錄得強風或以上風力，當中6個錄得烈風，5個錄得暴風，長洲和西貢更受颶風吹襲，三號及八號信號均達標；但機場及打鼓嶺均以些微之差，分別未能錄得颶風及烈風。是次為採用此測風網絡後首次有2站錄得颶風、4站錄得超過每小時100公里的風速、5站錄得暴風及6站錄得烈風，亦為採用此測風網絡以來第6次錄得全面強風，以及採用此測風網絡後第8次達標的八號信號。8個參考測風站錄得的最高10分鐘平均風速均創下採用此測風網絡後的新高。風暴期間，長洲、西貢、機場、流浮山、啟德、青衣、打鼓嶺及沙田分別錄得最高10分鐘平均風速為每小時173、118、115、110、90、63、62及58公里。橫瀾島的10分鐘平均風速更達每小時180公里，超越1962年颱風溫黛。長洲泳灘錄得10分鐘平均風速每小時159公里，為2009年設站以來最高。西貢錄得10分鐘平均風速每小時118公里，是自1999年颱風約克之後再次錄得颶風。其中一個港內站北角於報告中獲天文台公開實測數據，顯示在十號信號期間錄得每小時124公里的破開站紀錄10分鐘平均風速，每小時平均風速亦達到每小時110公里，令2017年天鴿創下的10分鐘平均風速每小時99公里、每小時平均風速每小時85公里舊紀錄僅維持1年即再被打破。而正在測試的清水灣自動氣象站更錄得10分鐘平均風速高達每小時191公里，是天文台自1980年代開始在香港安裝自動氣象站以來、海拔100米以內的最高紀錄；香港多處所錄得的風力是自1983年颱風愛倫以來最高。天文台測得的最低氣壓只有977百帕斯卡。此外亦有氣象愛好者在小西灣藍灣半島「追風」，其風速計錄得每小時127公里的持續風速，更測量到每小時197公里的陣風。由於吹偏東風時藍灣半島非常當風，該處為一個氣象愛好者測風的熱門地點。
風暴潮方面，山竹帶來的嚴重風暴潮引致各區出現水浸。風暴吹襲香港期間，大埔滘及鰂魚涌所錄得的最高潮位分別為海圖基準面以上4.71米及3.88米，兩者的紀錄均僅次1962年颱風溫黛；但所錄得的最大風暴潮則分別為天文潮高度以上3.40米及2.35米，打破了颱風溫黛及颱風荷貝的紀錄，創歷來最高。風暴導致至少458人受傷，1539人入住48個臨時庇護中心，是自1999年颱風約克造成2死500傷後，最多人受傷的熱帶氣旋。政府共收到至少6萬宗塌樹報告，是史上塌樹新高。而渠務署截至晚上9時則收到46宗水浸報告及1宗山泥傾瀉報告。
山竹在各區造成嚴重破壞。重災區杏花邨再成澤國，湧浪達約5層樓高，水浸情況嚴重，海水湧入各座大廈及杏花新城，遠離岸邊的盛泰道亦被水浸波及，雜物散落一地。沙田城門河及吐露港水位暴漲，曾升至海圖基準面以上約4.5米，水位淹沒河畔人行道。風暴潮亦侵襲將軍澳南海濱一帶，巨浪如小海嘯般不斷沖上岸，海濱公園長廊、中央大道和馬路被海水淹浸，The Parkside和天晉3B期的地庫停車場被海水淹浸。其中以嘉悅情況最為嚴重，而大角咀尚璽地盤在中午發生天秤（塔吊）倒塌事件，大角咀道有唐樓外牆整幅吹塌。市區多處亦出現玻璃窗被強風吹毀事件。紅磡海濱廣場2期多幅玻璃幕牆被吹爆，公司內文件雜物散落一地；日出城2期領都數個單位的玻璃窗被強風吹毀，單位內一片凌亂，雜物佈滿窗台。而荔景清麗苑麗裕閣一單位住戶的玻璃窗框連同冷氣機被吹入室內，女戶主腳部受傷，需送院接受治療。港島著名景點中環都爹利街煤氣燈被大樹壓毀，香港海防博物館和沙田公園天蓬也被摧毀，而香港海防博物館亦由於颶風導致之事故而提早關閉重修。將軍澳南海天晉和上水天平邨天祥樓因颱風吹襲引致多層大停電，後者的停電多日仍未恢復。秀茂坪邨有疑似垃圾站的鐵皮屋頂被揭蓋式吹走。另外，小西灣球場更變成小西灣游泳池。
根據發展局在9月19日的數字顯示，不包括正在處理中的大量倒塌樹木，收到近1.5萬宗塌樹報告，當中長春社得悉古樹名木冊內有至少5棵樹木遭到吹毀。香港教育大學地理與環境科學研究講座教授詹志勇認為樹木無法抵受強風吹襲外，亦存有管理不善的問題，有些樹種不適合在當風位置種植。
塌樹亦影響行車安全，9月18日晚上約10時，一名男子駕駛電單車在新田公路近白石凹對開疑因輾過塌樹而失控倒地，更一度陷入昏迷，其後送往威爾斯親王醫院搶救後回復清醒。大埔的塌樹更摧毀蜜蜂家園，導致20人被蜜蜂螫傷而到雅麗氏何妙齡那打素醫院的急症室求診，全部人已經出院。
西貢污水處理廠的部分喉管和二級處理設施亦受到山竹破壞，渠務署發現相關設施受損嚴重，只能維持一級污水處理服務。另有三條直徑介乎150毫米至450毫米，分佈在港島南區的污水壓力喉管斷裂，污水溢出，鄰近的泳灘需臨時關閉以清理雜物。污水處理廠受損致鄰近水質污染，防波堤受海浪衝擊破壞，近海位置有黃水不斷湧出海面，渠務署初步化驗水質後證實泰湖閣和西貢三號泵房對出海面的大腸桿菌含量分別每百毫升300個。
多區有市民自發響應社交媒體的召集，上街收拾路邊垃圾和樹枝。其中頓成廢墟的將軍澳海濱公園及將軍澳南海濱長廊，有逾60名區內居民自組清潔隊收拾災場，當中逾半為小朋友，協助移好磚塊和清理垃圾雜物。飯盒商和食物回收組織「食德好」在9月18日於大埔、葵涌區、沙田、柴灣、油塘及元朗免費派共8萬個因停課而堆積的飯盒，而康文署的中秋綵燈晚會如常在銅鑼灣維多利亞公園、大埔海濱公園和屯門公園舉行。

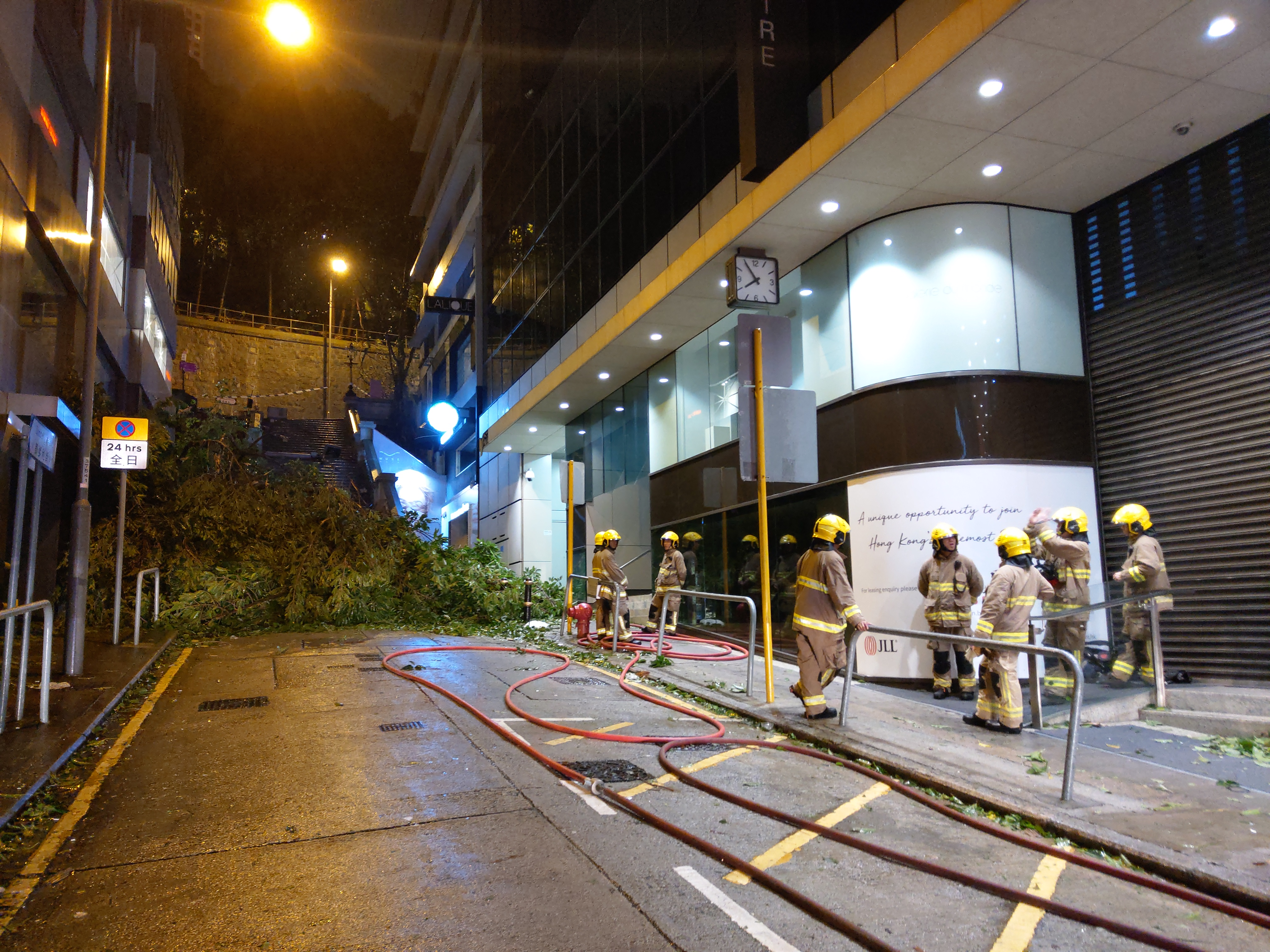
港島著名景點中環都爹利街煤氣燈被大樹壓毀
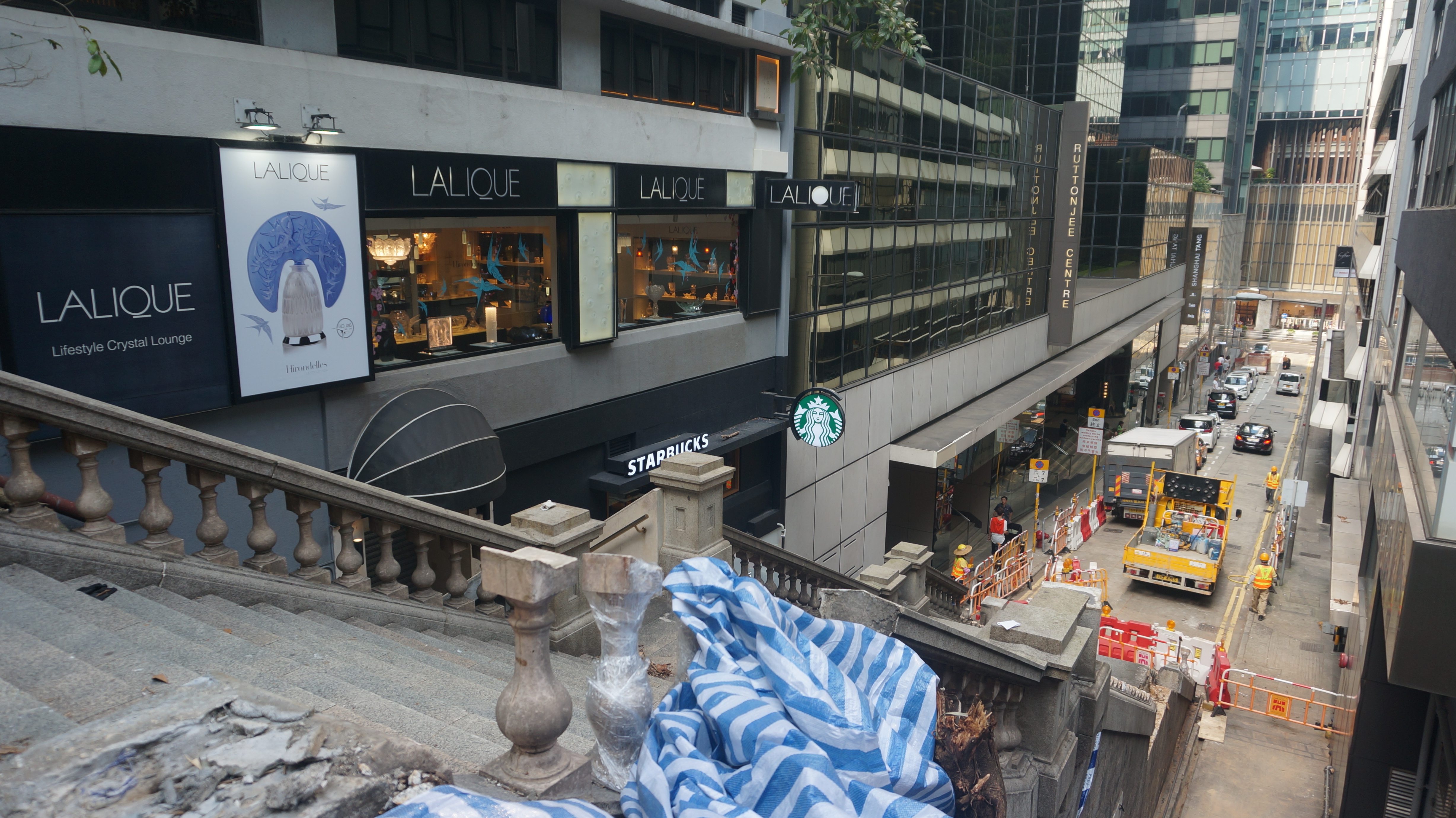
颱風襲港兩星期後，都爹利街石階可見路政署正在清理和修理工作。
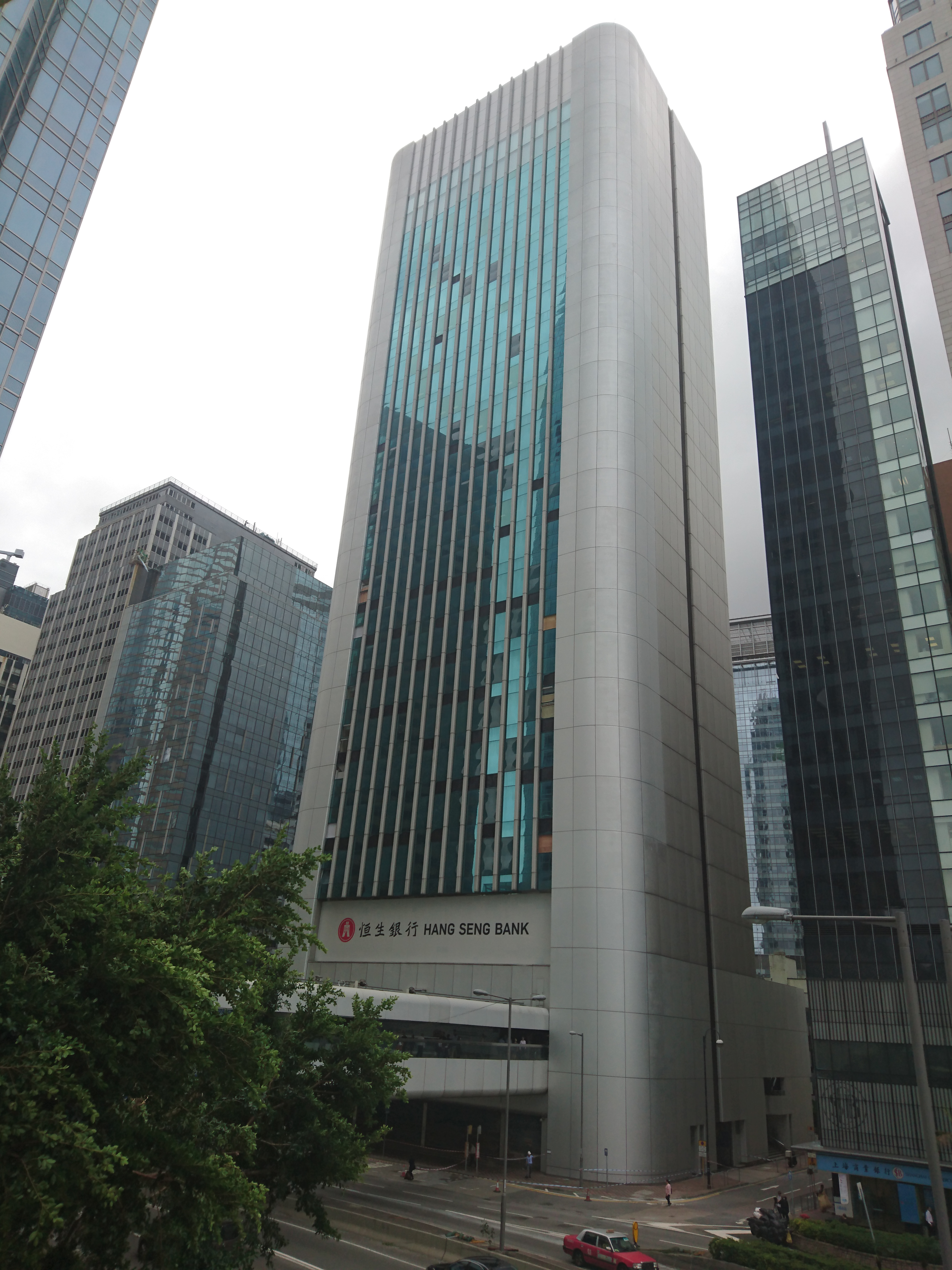
前一年曾被颱風天鴿吹毀玻璃窗的中環恒生銀行總行，今次不能倖免
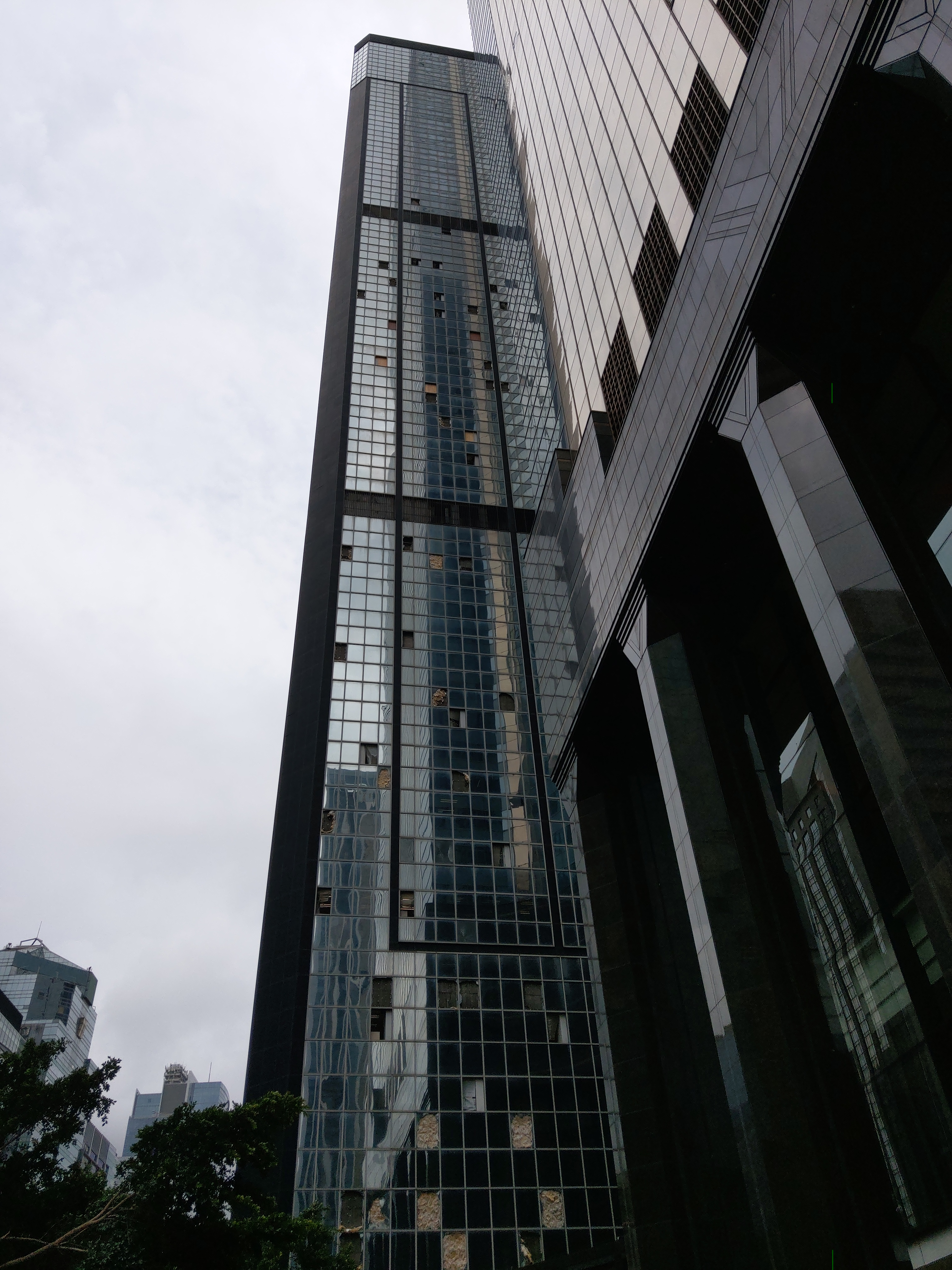
入境事務大樓多處玻璃被強風破壞
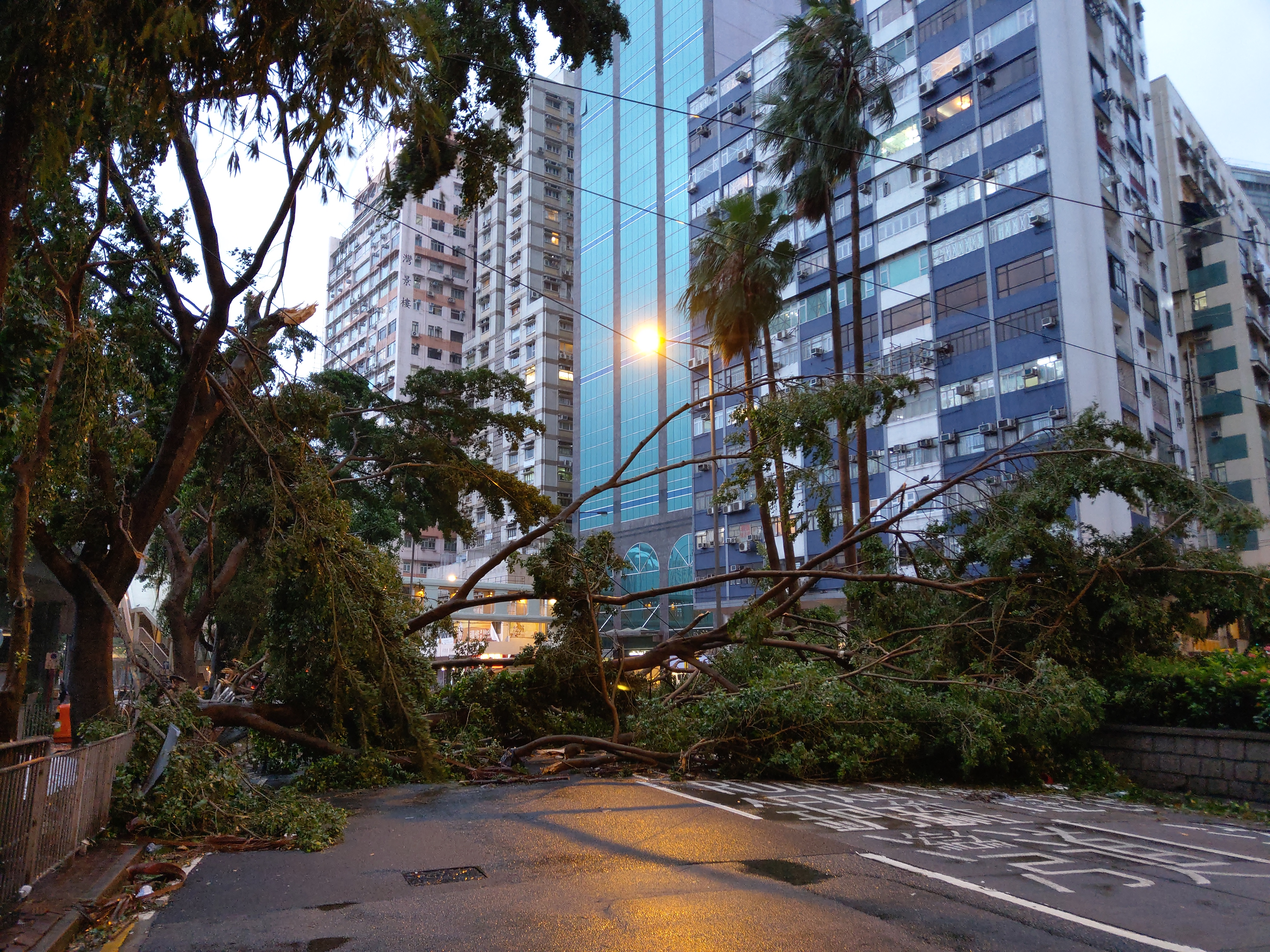
銅鑼灣怡和街有樹木倒塌，行車線需封閉
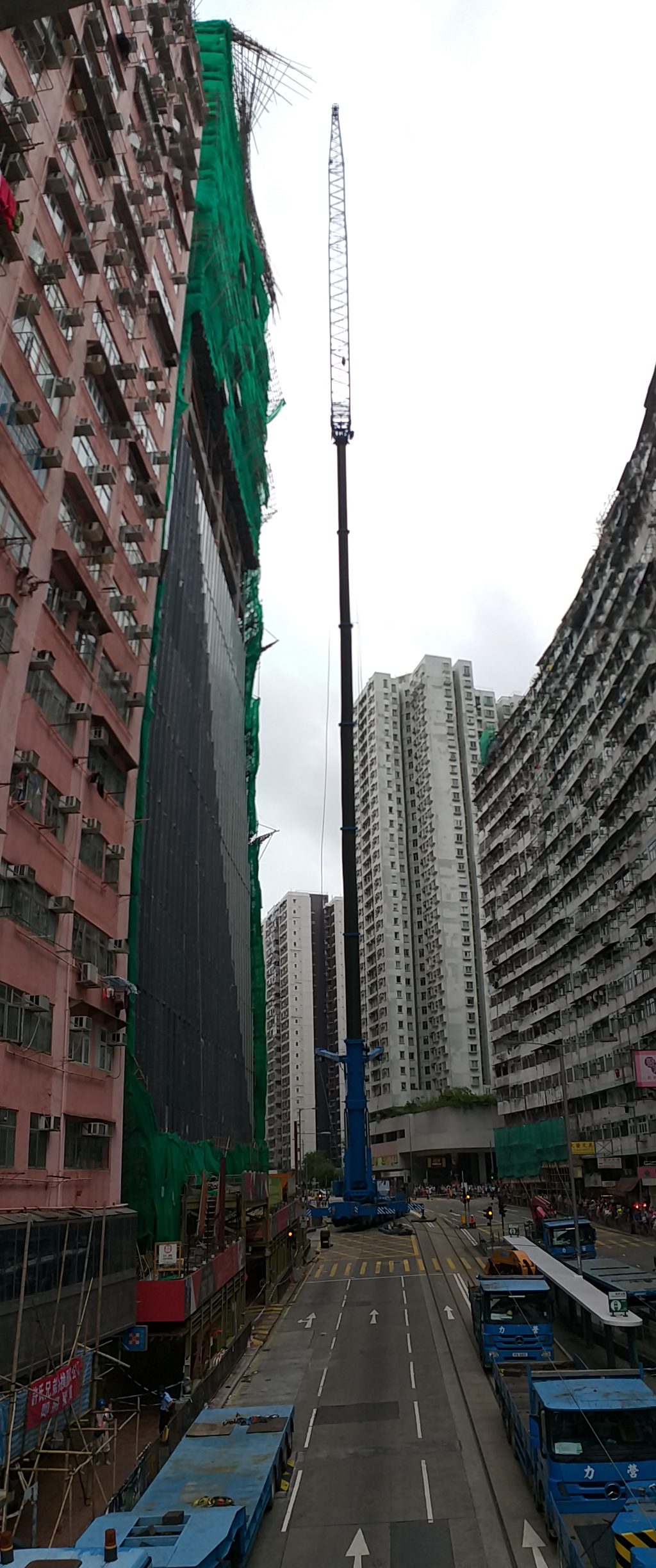
英皇道有棚架被吹至搖搖欲墜，需緊急拆除
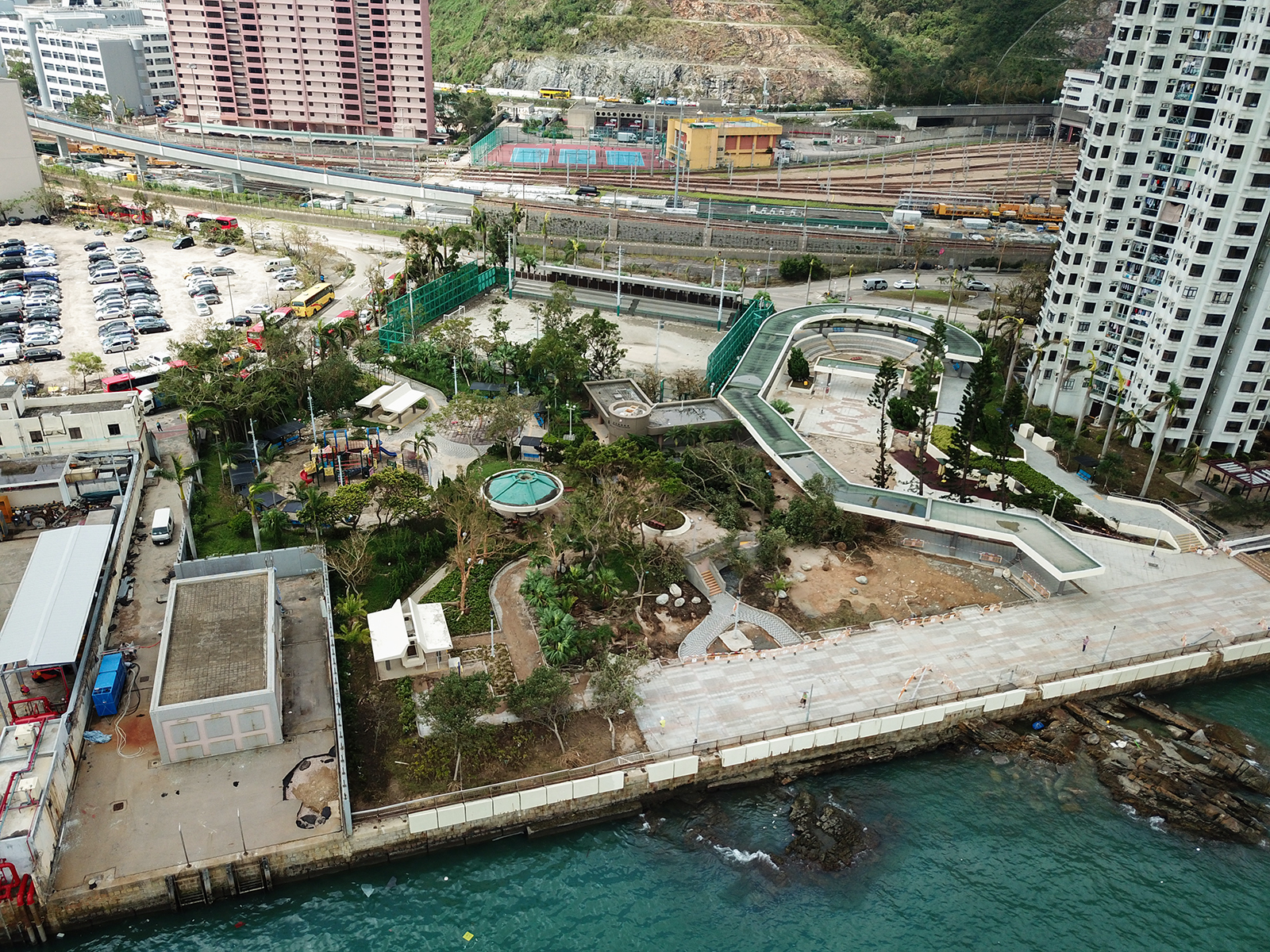
杏花邨遊樂場多棵大樹吹斷，路邊石壆損壞，街燈也被吹毀
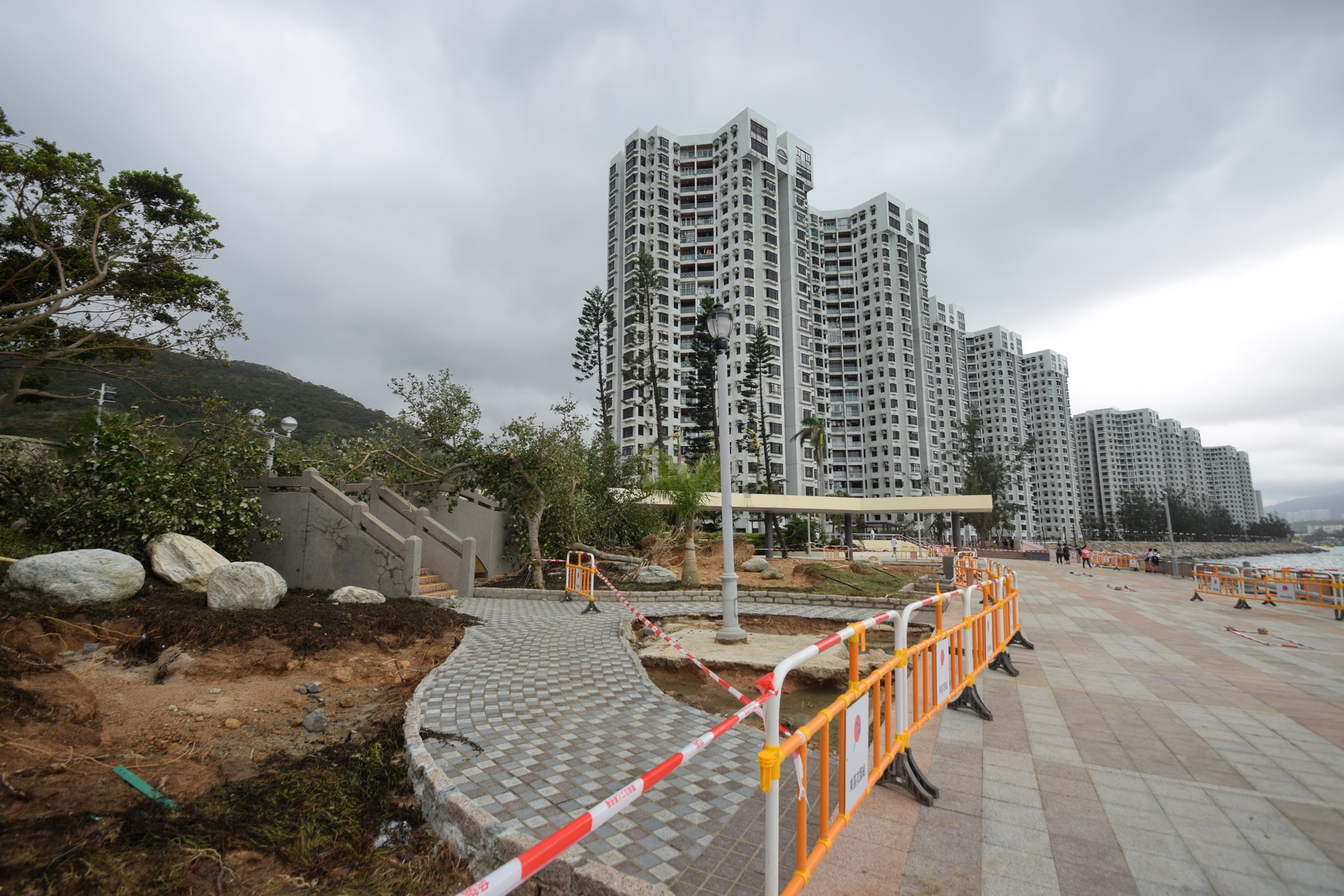
杏花邨海旁多棵大樹吹斷，路邊石壆損壞，街燈也被吹毀
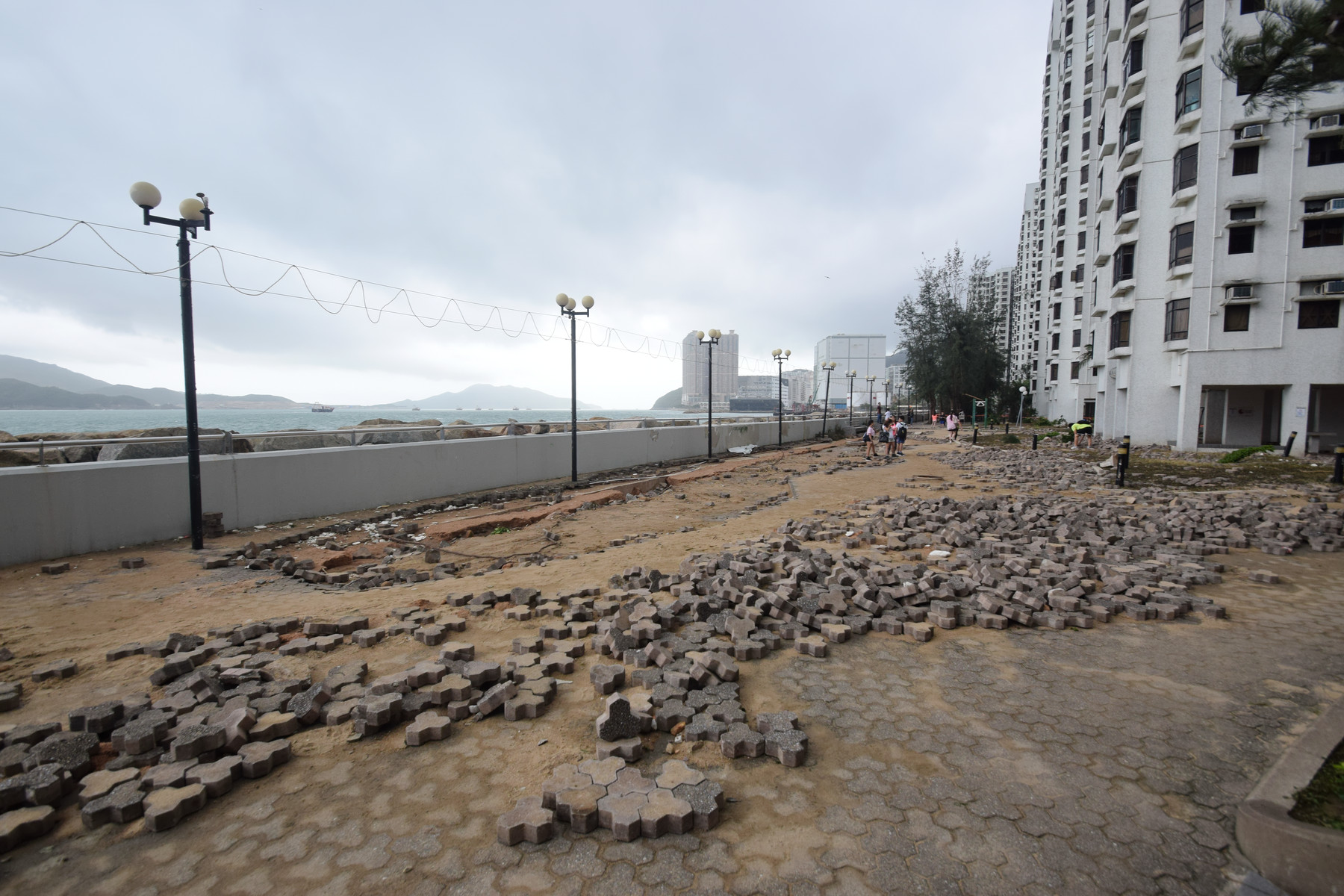
杏花邨海旁地磚嚴重損壞
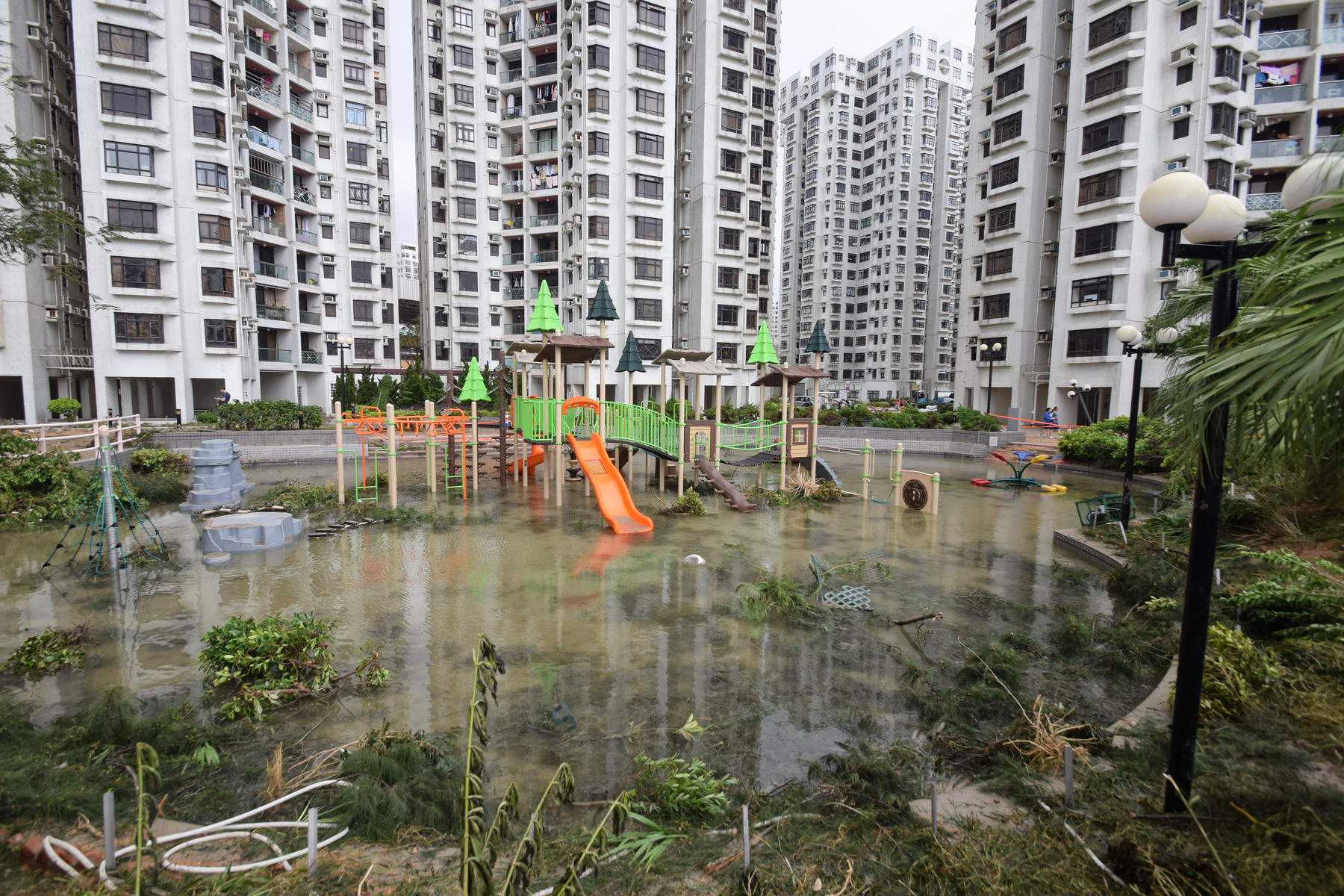
杏花邨兒童遊樂場被海水倒灌，儼如水上樂園
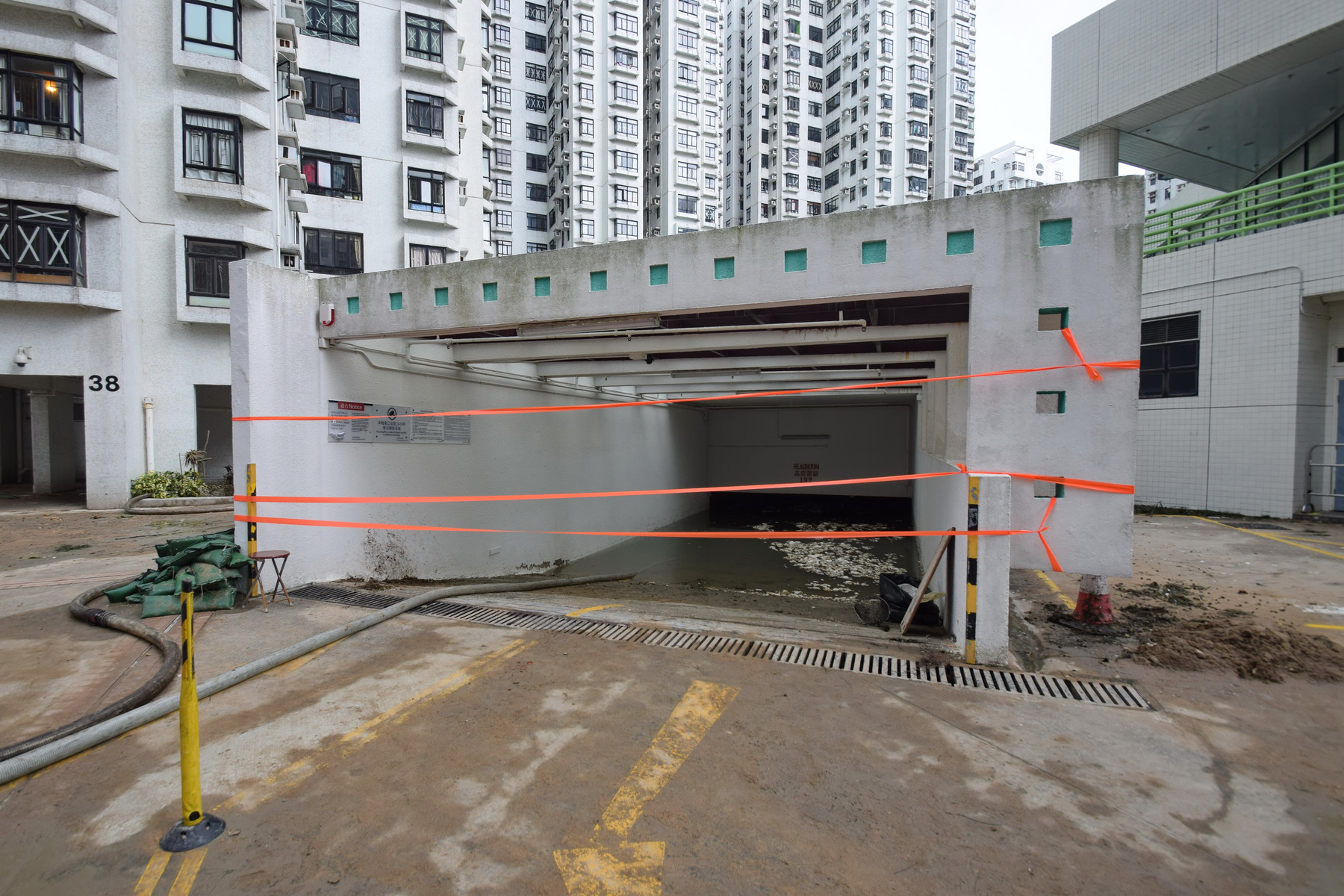
杏花邨停車場繼超強颱風天鴿後再次被海水淹浸
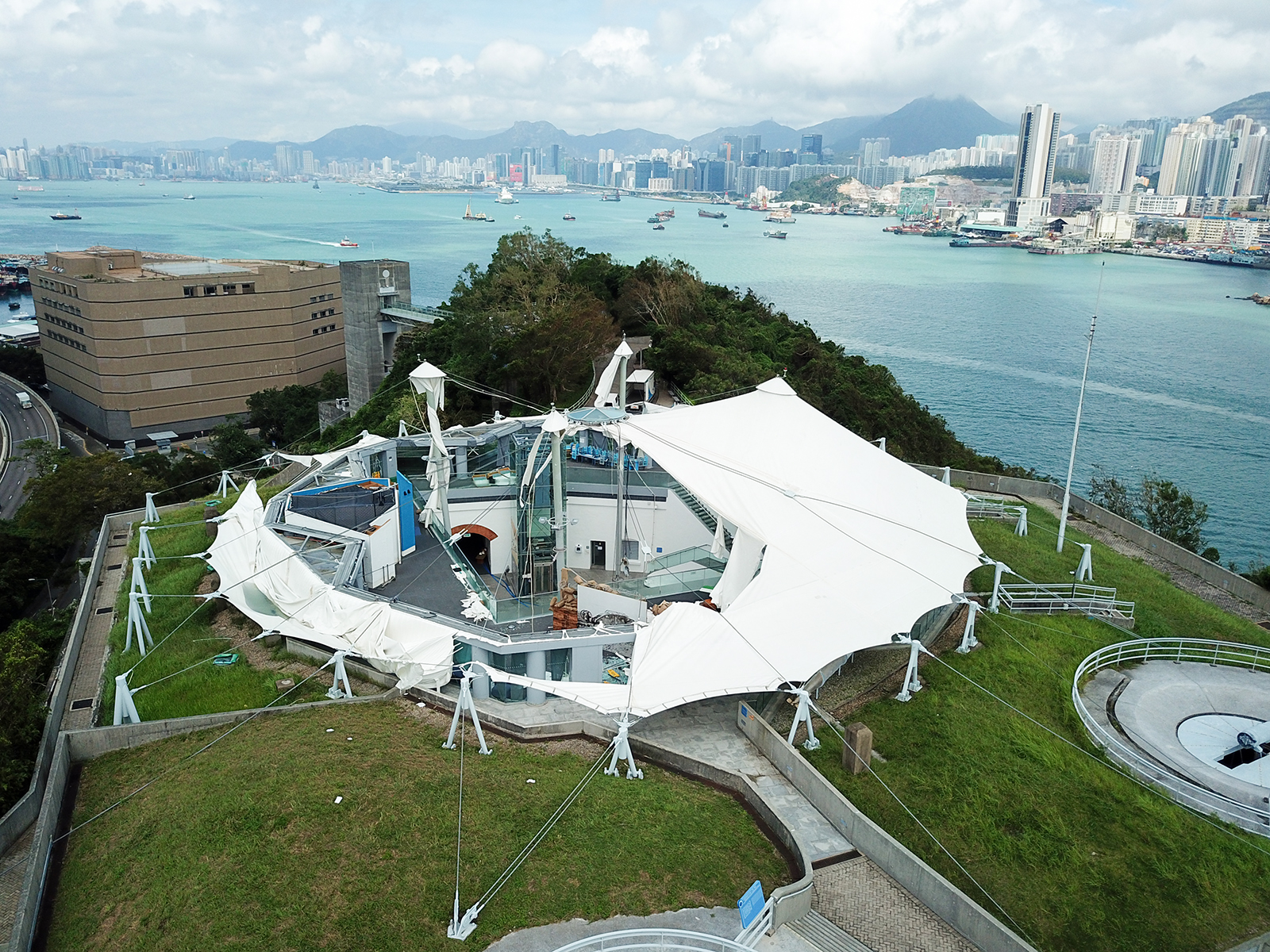
香港海防博物館帳蓬天幕遭到嚴重破壞
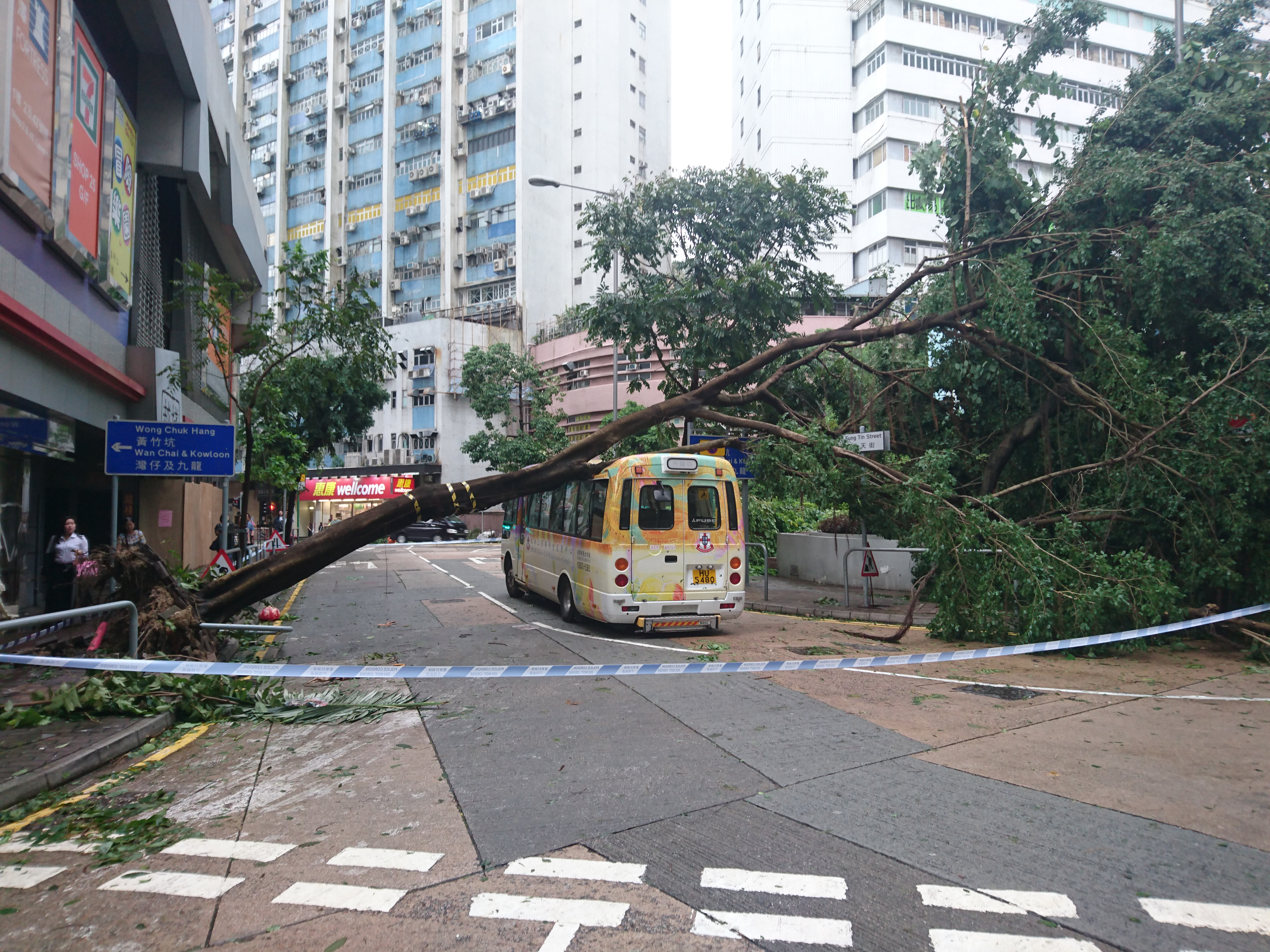
香港仔有大樹倒下壓毀一輛小巴
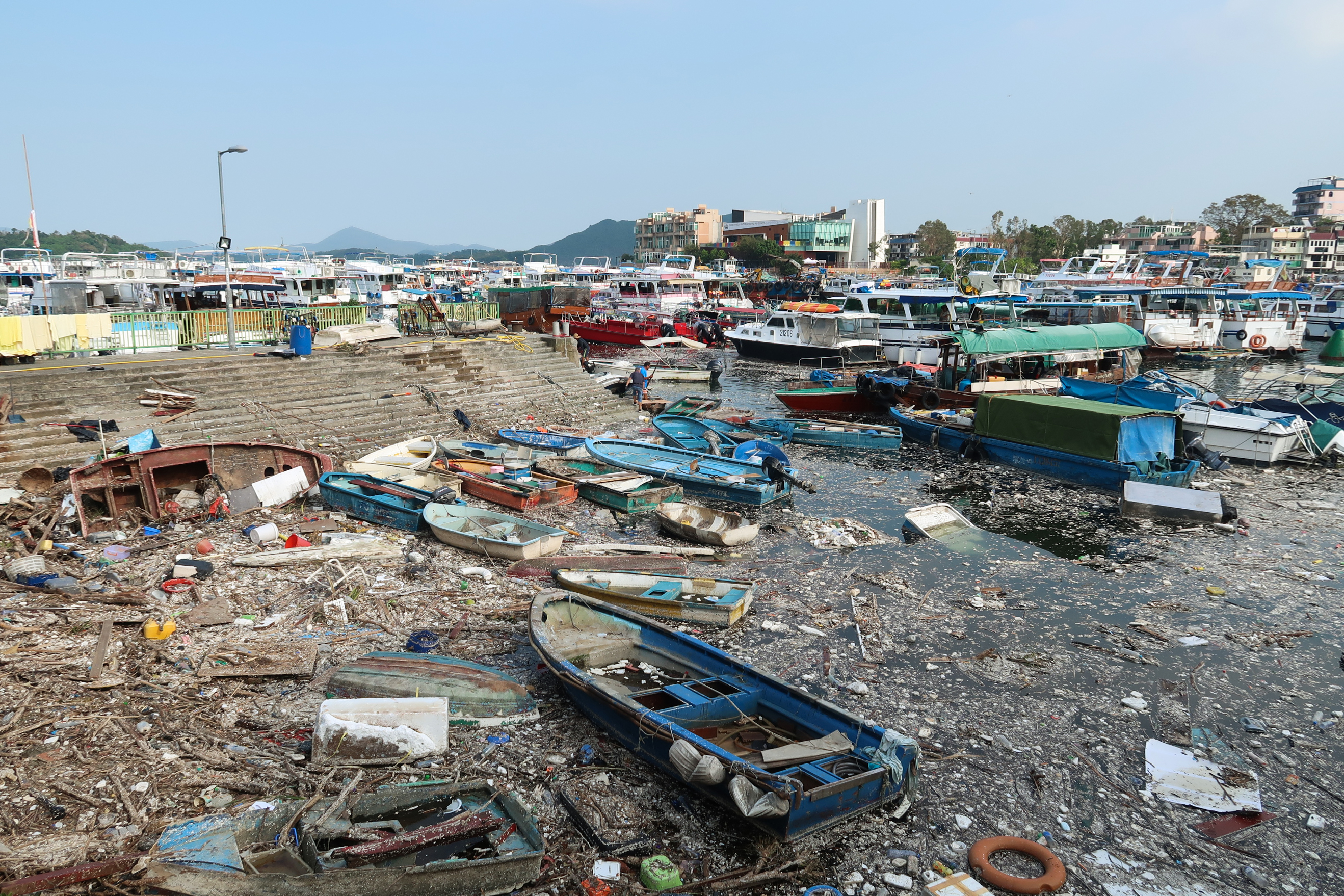
西貢海面滿佈垃圾
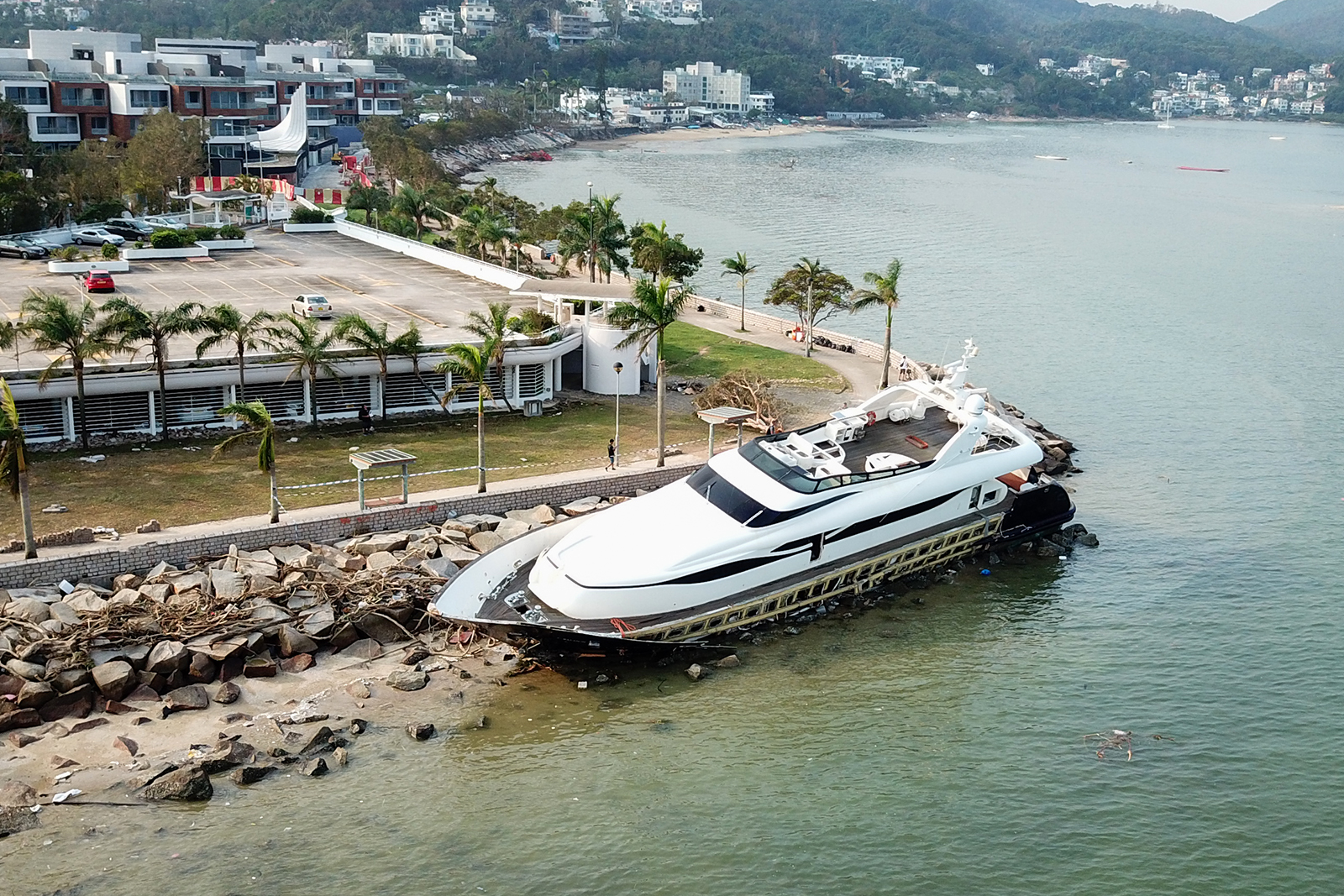
價值5000萬的巨型遊艇，吹上西貢海邊防波石灘
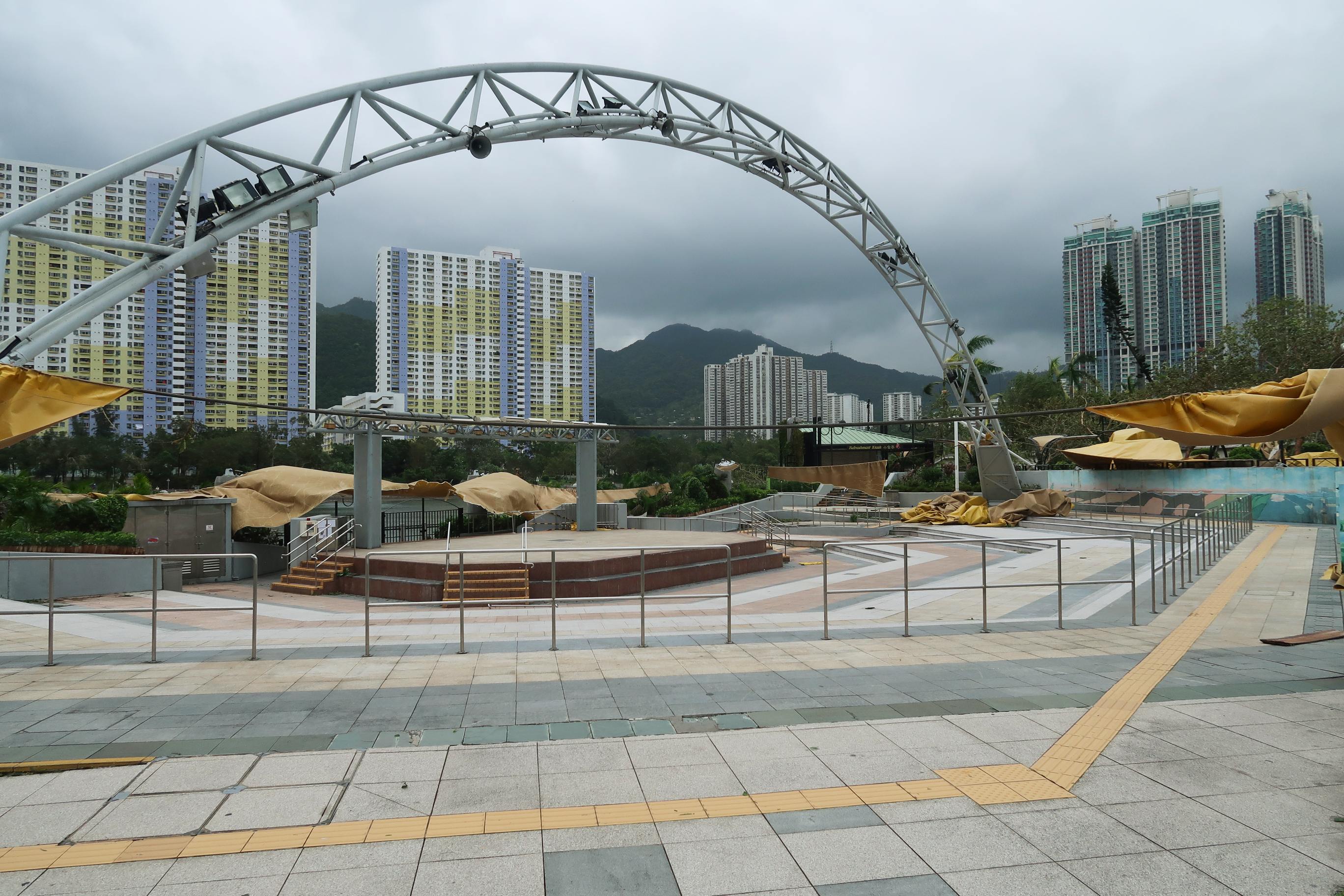
沙田公園露天劇場天蓬被摧毀

### 交通癱瘓，停課不停工

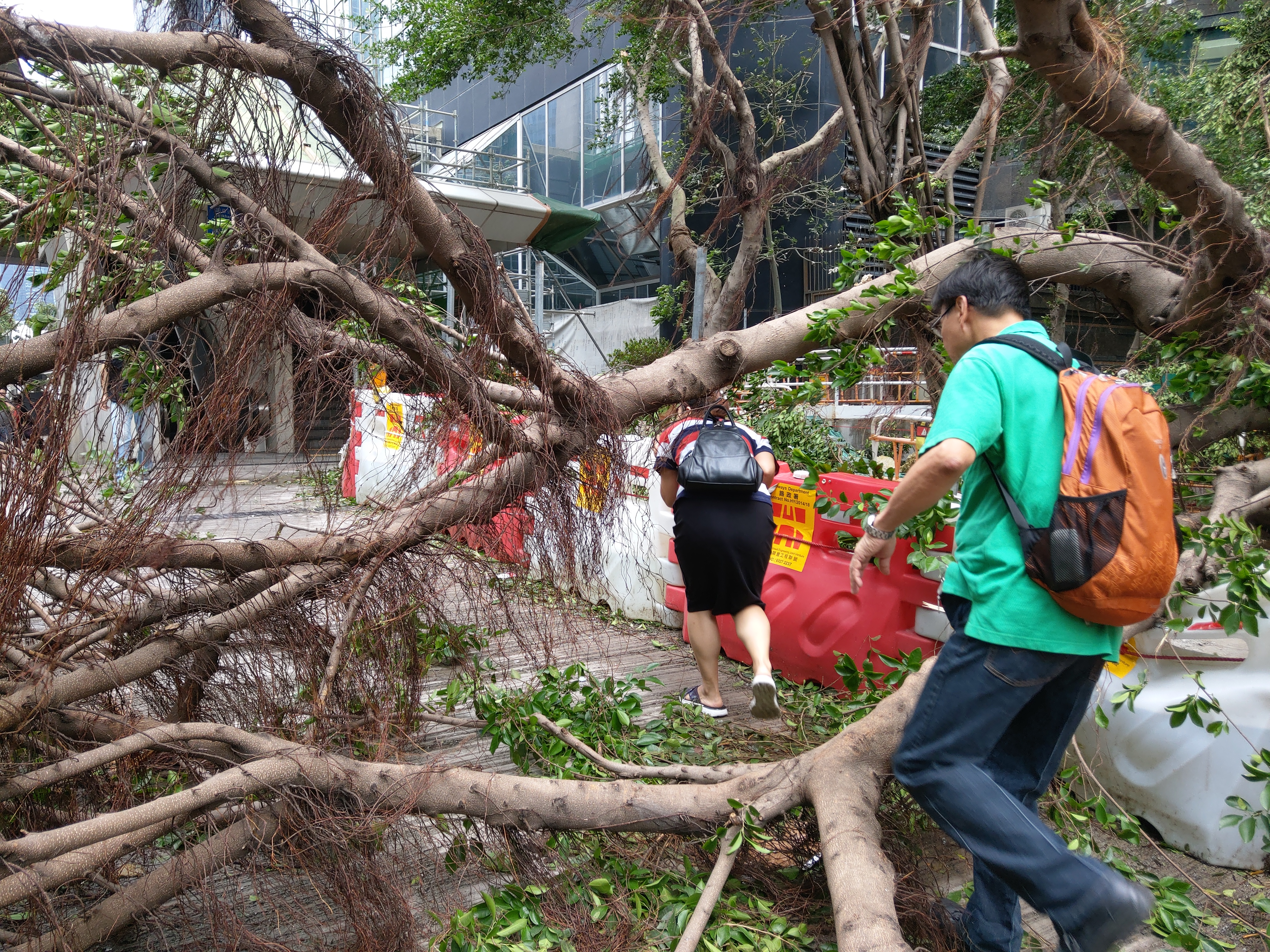
市民需在巴士停開的情況下，穿越樹木徒步上班

由於山竹在多區造成嚴重破壞，香港教育專業人員協會表示道路交通在風暴後仍需時間回復以及校方需要檢查校舍受損程度，於9月16日中午建議教育局宣佈所有學校於翌日（9月17日）停課。教育局其後於9月16日宣佈所有學校翌日停課，多間大專院校和職業訓練局隨後亦陸續宣布9月17日停課，是相隔19年，繼同樣發出十號信號及紅雨警告的颱風約克後，學校再次因道路交通仍需時間回復以及校方需要檢查校舍受損程度而停課，惟是次是全港。9月17日，教協指全港超過40間學校建築受損，再次建議全港停課。教育局隨即宣佈9月18日繼續停課，樹仁大學、珠海學院、明愛專上學院和明愛白英奇專業學校隨後亦宣布18日繼續停課，惟其餘大專院校則宣佈9月18日復課。經歷罕有的兩日大停課後，教育局在9月18日宣布翌日全港復課，教育局亦提到如個別學校因校舍的情況或其他原因認為有必要繼續停課，可以徵詢意見後再作決定。至9月20日仍有7間學校停課。
風暴期間港鐵服務大受影響，只能有限度維持地底路段服務，更有乘客被困車站未能離開，及後天文台雖然改發三號信號，但香港因多處塌樹導致交通接近癱瘓。9月16日及17日上午巴士大部份路線停駛，港鐵東鐵綫和輕鐵只維持有限度服務，其中東鐵綫來往大埔墟站至上水站列車服務暫停。由於班次不穩定，多個車站在9月17日早上非常擁擠，其中沙田站和大圍站尤為嚴重，需要人流管制。大圍站採用單線雙程行車，車站及月台被擠得水洩不通。沙田站排隊人潮達數千人，人龍由新城市廣場，繞過沙田中心至近沙田大會堂位置，有人不適在月台暈倒。上水區對外交通幾乎中斷，9月17日早上6時45分左右港鐵提供的上水至大埔接駁巴士等候時候為400分鐘一班，上水站有近7000人等小巴和的士，不過車費比以往更貴。行政長官林鄭月娥指，僱主僱員以一個用互諒互讓、體恤的方法處理，是適合現時香港的情況。林亦指政府內部說過如果公務員因公共交通問題有困難上班，只需致電上司便可，不會當作缺勤。她呼籲僱主體諒僱員上班的情況，不要因上班遲到就扣減薪金；她認為今次颱風吹襲情況特殊，應全民團結，讓社會回復秩序。不過有公務員指，公務員事務局未有通知可以因此缺勤，到下午3時才向所有局長、常秘及各署首長發出通告。
市民則批評林鄭月娥未有下令休市和停工，林鄭月娥的言論更引起強烈民憤，認為香港交通混亂和市面狀況惡劣，不應叫人立即上班。多個政黨及團體批評政府安排不當。9月17日下午，少數巴士路線開始提供有限度服務，部分路線有臨時的改道安排。截至17日晚上，只有大約三分一巴士路線恢復行駛，其餘路線於9月18日早上才陸續恢復。
多名立法會和區議會議員於9月17日批評林鄭月娥未有宣佈停工，認為林鄭月娥應援引香港法例第241章《緊急情況規例條例》，將當日定為公眾假期，以保障市民安全。然而，林鄭月娥於9月18日表示，自己完全可體會市民在鐵路車站長時間等候列車的徬徨、憤怒及不滿之心情，也不介意因此被市民批評，但政府並無機制可以評估宣傳停工所致的法律後果以及對各行業的影響，貿然宣布停工並非負責任的做法，故只能以「強烈呼籲」的形式，請僱主諒解及包容因風災過後交通情況混亂未能夠準時上班之情況，不要發生一些要扣減人工或減勤工獎這些情況。儘管如此，香港仍然出現個別僱主扣減遲到員工薪金或假期的事件。

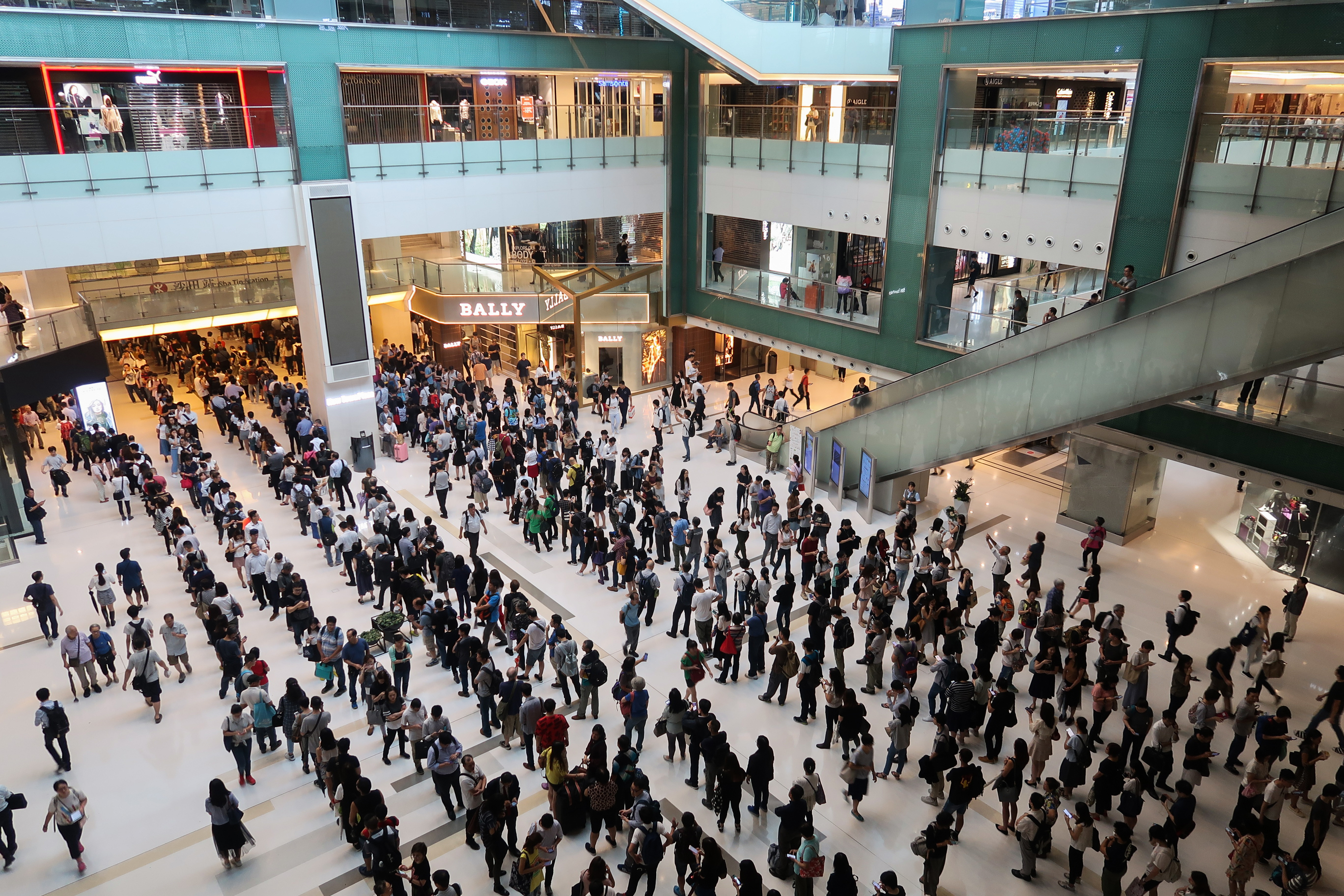
沙田站有大批市民排隊入閘乘搭港鐵，人龍排至新城市廣場
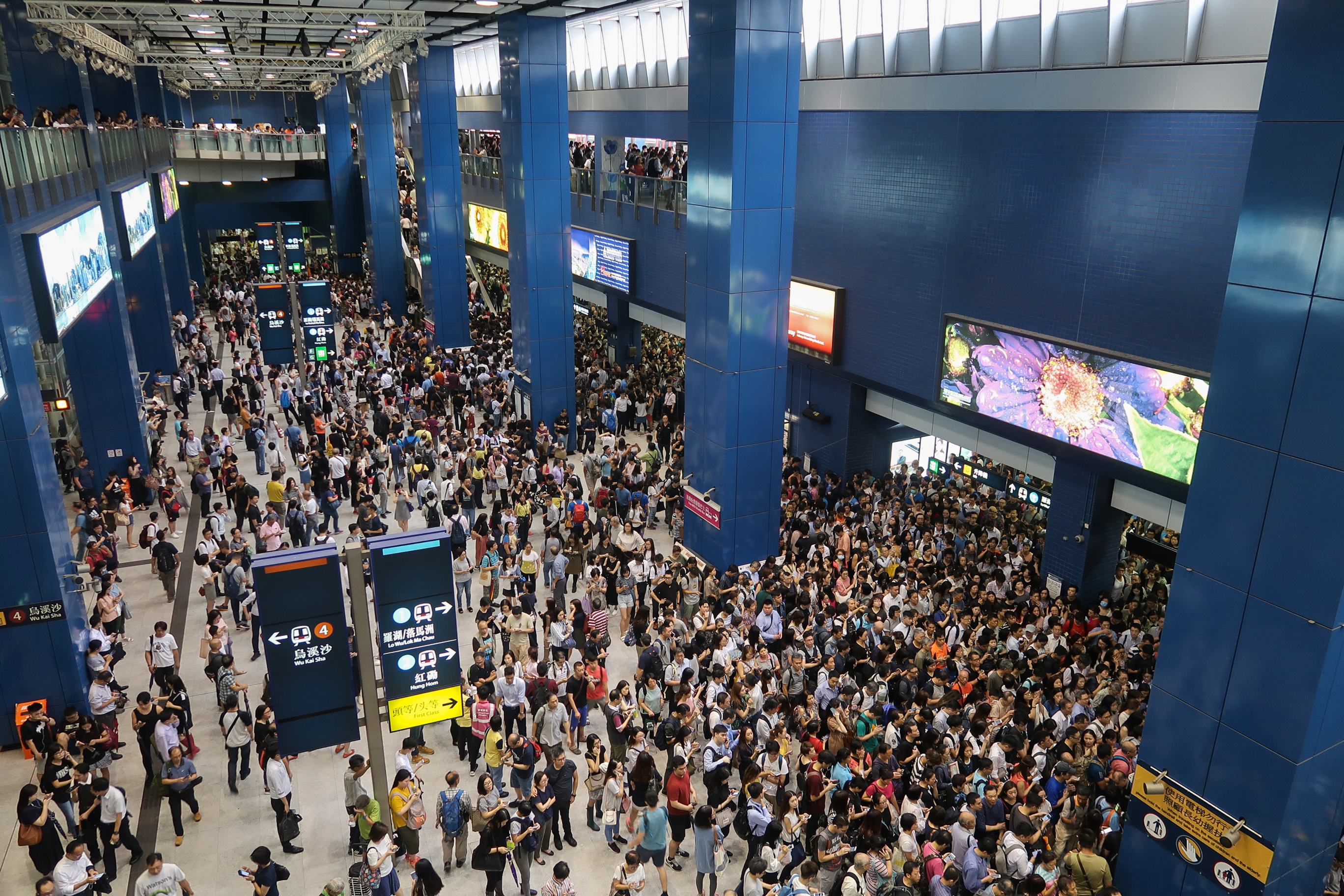
大圍站因電力故障只有一個月台運作，月台迫滿乘客，排隊人龍長至大堂
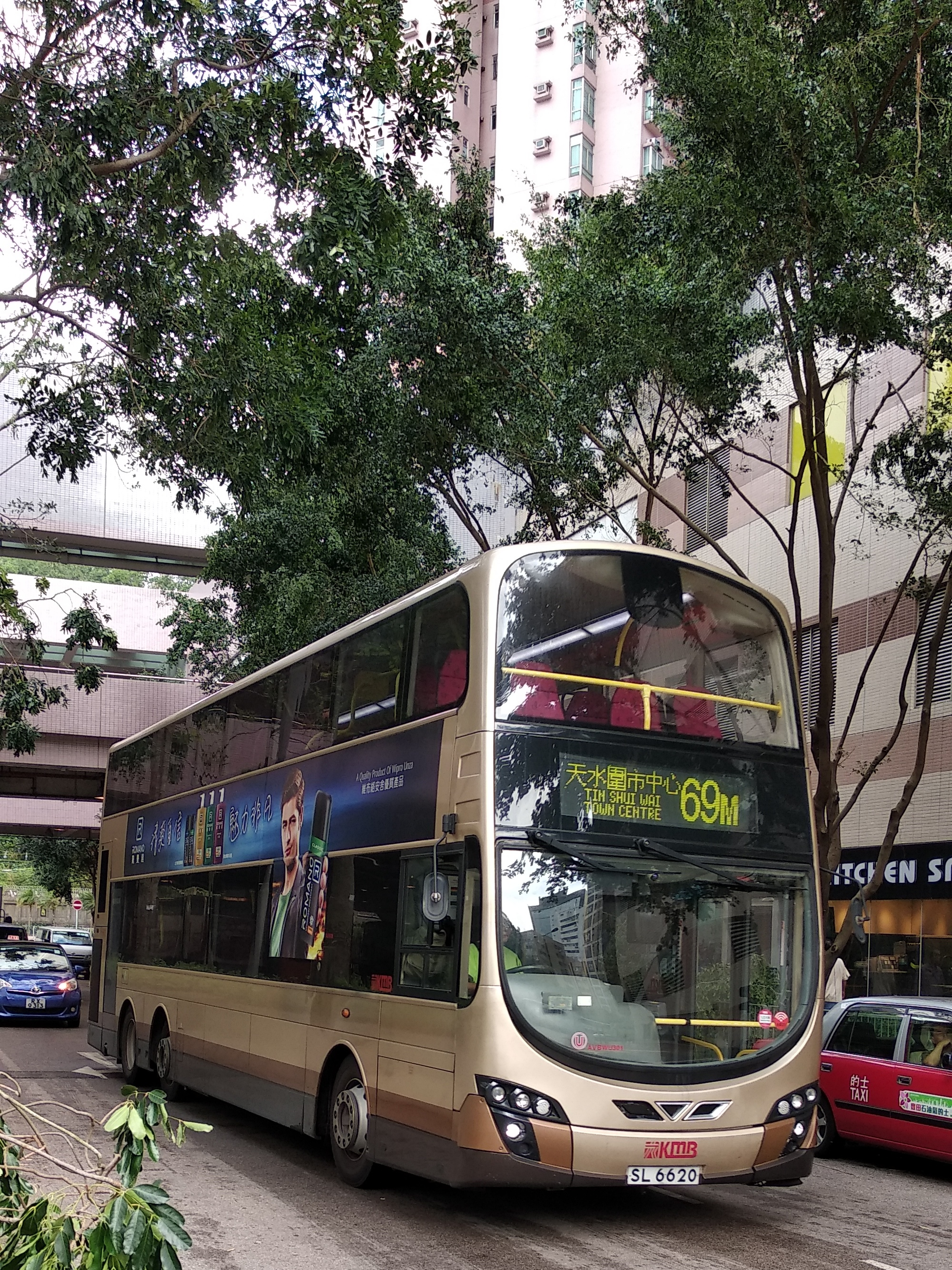
九龍巴士69M線在有限度服務時期臨時縮短至荃灣，並在愉景新城巴士總站調頭往天水圍市中心
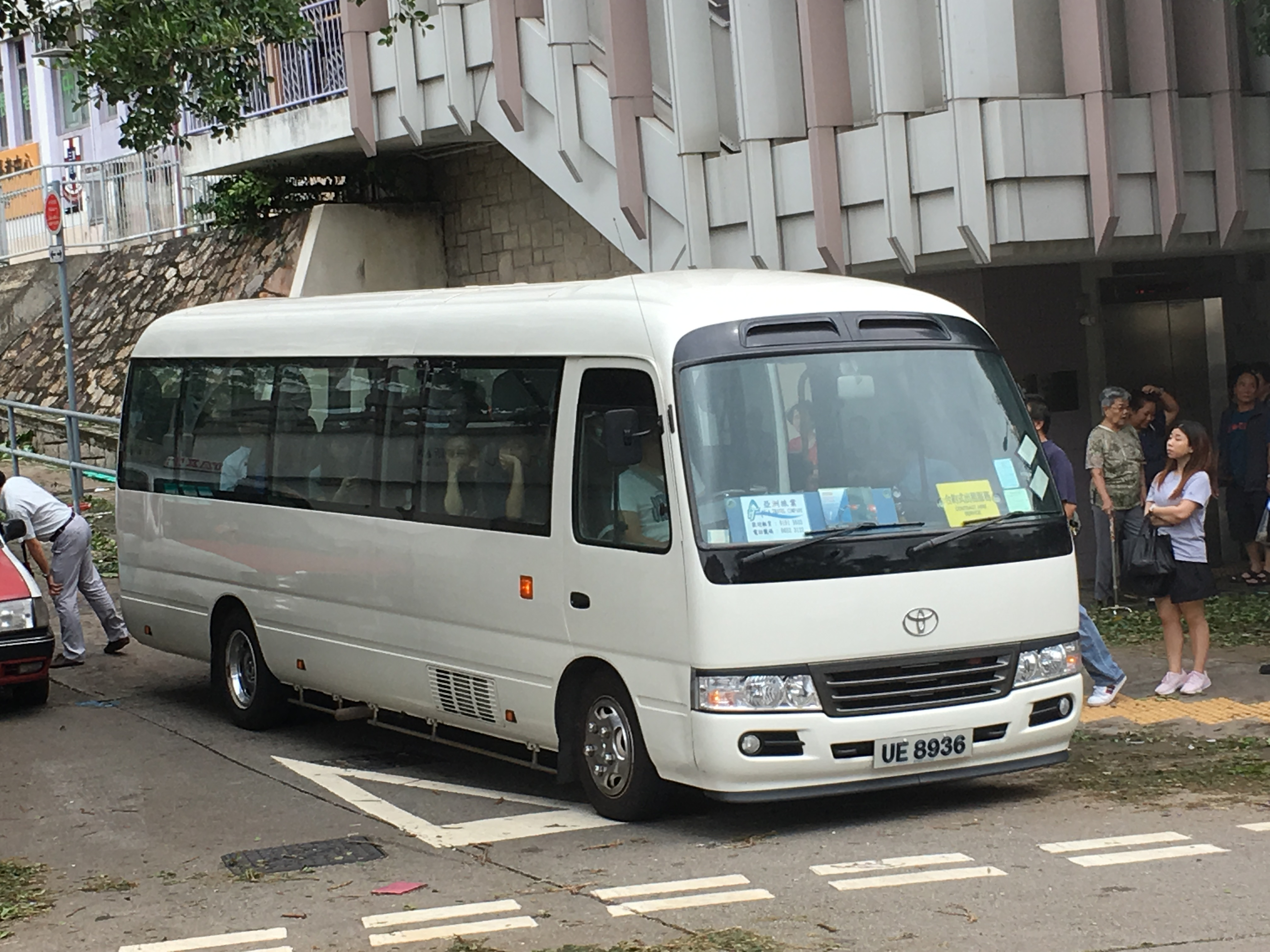
華富邨早上沒有任何巴士服務，居民只能依靠小巴及的士，因此有政黨安排穿梭巴士接載居民前往黃竹坑站轉乘港鐵

### 風災滿月，善後未了
10月13日，超強颱風山竹襲港將近一個月，多區的塌樹仍未曾完全清理，本港多個郊野公園均見解放軍駐港部隊的身影。據悉，今次駐港部隊共出動400多人，分批在麥理浩徑一至十段清理塌樹及垃圾，屬公益性質，並非特區政府請求協助。
政務司司長張建宗承認，港府沒有主動向解放軍請求協助，但指將於11月中旬在麥理浩徑一至十段舉行「毅行者」活動的樂施會，有向漁護署「打招呼」，冀公眾勿過份演繹。他又指政府有足夠能力清理郊區及沙灘。被問到港府能否建議解放軍下次做義工時不要穿上軍服，避免外界擔心，他指可以反映。
樂施會籌募經理（活動）黃玉閒受訪時承認，上周六才從網上得悉解放軍於麥理浩徑清理碎石及樹枝。她對解放軍行動表示感謝，因麥徑很多路段早前受風災摧殘無法通行，他們一度思考應否改劃「毅行者」的賽道；如今賽道回復暢通「絕對係好事」。但她稱「毅行者」下月才開賽，即使解放軍不幫忙，相信開賽前賽道也可回復正常。
資深大律師梁家傑認為，當年訂立《駐軍法》時特別列明，駐軍要獲中央軍委會批出命令，才可按政府提出的協助要求出動。今次港府根本未有提出協助要求，未必合符相關規例。及後在10月15日的立法會會議上，立法會議員朱凱廸質疑駐港解放軍分別違反《駐軍法》第14條在特區政府請求、中央政府批准解放軍才能參與救災，而且未經漁農自然護理署署長批準，在郊野公園切割或摘除植物，涉嫌違反香港附屬法例208A章《郊野公園及特別地區規例》，對此政制及內地事務局局長聶德權表示，香港特區政府沒有要求協助駐軍出動，而且未有交代漁護署署長是否得知。及後，政務司司長張建宗承認沒有要求駐港解放軍協助，但希望市民不要「不要執著官僚」。其後中聯辦在官方網頁表示是次行動是由中聯辦及中資企業協會牽頭的「公益義工活動」。
民主黨立法會議員尹兆堅亦認為，解放軍沒接獲港府求助而進行非防務工作如清理垃圾並不合法，「點解特區政府冇要求過解放軍，軍隊要咁樣出嚟幫手，仲要大肆宣揚？」（為什麼特區政府沒要求過解放軍，軍隊要這樣出來幫手，還要大肆宣揚？）他指清理垃圾理應是本港事務，「解放軍點樣幫手都係唔啱」（解放軍怎樣幫手都不合適）。另一立法會議員區諾軒則指，解放軍穿上軍服在郊區清理垃圾形同執勤，明顯逾越一國兩制應有的規定，港府應提出嚴正交涉而非淡化事件。
政府發言人回覆媒體查詢時確認，該次活動是由中聯辦義工隊統籌的一項公益活動，並非特區政府請求協助。駐港部隊則回是應活動主辦方中聯辦義工隊邀請，駐港部份人員作為義工參與。中聯辦則未有回應。 
10月16日為山竹風災後第一個月，多區的倒塌樹木仍然未清理好，杏花村和大埔的枯枝更曾經起火。西貢遊艇的擱淺情況同樣未有很大改善。有保險業界人士估計賠償金額可能超過10億港元。漁護署和政府緊急救援基金向271名本地農戶發放超過250萬元的援助金，補償受風災影響的收入。風災期間多個離島遭受嚴重破壞，情況慘不忍睹。經過一個月的義工協助和清理後，吉澳大致回復至災前情況，士多和酒家重開，海岸的垃圾亦已經清理。不過市區如大埔元洲仔公園則仍未處理好，將軍澳南海濱長廊來往康城的部分單車和行人徑遭到嚴重破壞，難以在短時間内補救，有市民呼籲重建單車和行人徑。香港海防博物館堡壘展廳的帳蓬天幕在颱風山竹吹襲期間穿破，部分展覽設施也有損，博物館自此一直閉館維修至2022年11月23日。

## 澳門
| 紀念孫中山市政公園 · 49大炮台山 · 73.8外港碼頭 · 88.2污水處理廠 · －海事博物館 · 52.2友誼大橋 · 北峰 · 127.1友誼大橋 · 南峰 · 135.7嘉樂庇 · 總督大橋 · 134.6西灣大橋 · 137.2澳門大橋北 · －澳門大橋南 · －大潭山 · 103.7東亞運站 · －九澳 · 108.7路環分站 · 40.7澳門大學 · 94.7 澳門氣象局氣象站錄得最高10分鐘平均風速，單位為公里每小時（km/h）。圖例： · 代表沒有數據 · 代表錄得清勁以下風力 · 代表錄得清勁至強勁風力 · 代表錄得疾勁至烈風風力 · 代表錄得狂風至暴風風力 · 代表錄得颶風風力 | 紀念孫中山市政公園 · 40.1大炮台山 · 62.4外港碼頭 · 80.6污水處理廠 · －海事博物館 · 43.9友誼大橋 · 北峰 · 117.8友誼大橋 · 南峰 · 124.4嘉樂庇 · 總督大橋 · 124.5西灣大橋 · 124.2澳門大橋北 · －澳門大橋南 · －大潭山 · 92.2東亞運站 · －九澳 · 100.3路環分站 · 37.1澳門大學 · 82.3 澳門氣象局氣象站錄得最高每小時平均風速，單位為公里每小時（km/h）。圖例： · 代表沒有數據 · 代表錄得清勁以下風力 · 代表錄得清勁至強勁風力 · 代表錄得疾勁至烈風風力 · 代表錄得狂風至暴風風力 · 代表錄得颶風風力 | 紀念孫中山市政公園 · 128.5大炮台山 · 134.3外港碼頭 · 133.6污水處理廠 · －海事博物館 · 116.6友誼大橋 · 北峰 · 188.6友誼大橋 · 南峰 · 175.7嘉樂庇 · 總督大橋 · 171西灣大橋 · 175.3澳門大橋北 · －澳門大橋南 · －大潭山 · 158.4東亞運站 · －九澳 · 159.1路環分站 · 107.3澳門大學 · 145.1 澳門氣象局氣象站錄得最高陣風風速，單位為公里每小時（km/h）。圖例： · 代表沒有數據 · 代表錄得狂風至暴風風力 · 代表錄得颶風風力 |

- 當地發出之最高熱帶氣旋信號：  十號風球
- 當地發出之最高風暴潮警告：黑色風暴潮警告
- 最接近當地時間：2018年9月16日下午4時
- 最接近當地位置：澳門氣象局總部之西南約60公里（正面吹襲；破風暴中心距離澳門氣象局總部最遠之十號風球紀錄）

### 市民防範，搶購用品
9月12日下午3時，保安司司長黃少澤在民防中心主持民防會議，29個民防架構成員參加，解放軍駐澳門部隊以觀察員身份與會。其中地球物理暨氣象局代副局長鄧耀民表示，不排除山竹對澳門造成的影響與前一年颱風天鴿相似，呼籲市民留意當局發放的最新消息，山竹可能於9月15日以強颱風或超強颱風級別進入南海，9月16日將於廣東沿岸登陸，但仍有一定變數，距離預測山竹登陸廣東沿岸仍有3至4天，從技術分析，3至4天內的颱風預報誤差會有約200公里，若山竹在珠江口以東登陸，對澳門影響較小，在珠江口以西登陸則對澳門威脅較大，山竹中心風力逾時速200公里，若山竹在澳門200公里內掠過，對澳門有很大影響，屆時有機會懸掛十號風球。這是氣象局首次在沒有發任何熱帶氣旋警告信號時，提出有機會發出最高風球。
在颱風前夕，澳門各大超級市場的食水被搶購一空，有顧客結帳需要等候半小時以上。網上更出現整個購物車都是飲用水的圖片。澳門有食用水廠公司於風暴前夕向市民出售食用水，但在短時間內經已售罄，亦有市民得知消息後立即前往但未能成功購買。

### 快速移動，迫近澳門
而澳門地球物理暨氣象局在9月12日下午1時半發出特別報告，指位於西北太平洋的超強颱風山竹會持續向西移動，將於週末開始顯著影響廣東沿岸，並對珠江口構成嚴重威脅。
9月13日下午，氣象局代局長鄧耀民表示，按照山竹最新移動路徑，預料9月16日下午風力最強，達到8-11級，即八號風球水平，但強調預測有不確定性，以及有機會如果稍為增強暴風圈再次擴大，或者在其他環流因素影響下，稍為再偏北少許，澳門仍有機會懸掛更高熱帶氣旋信號，這視乎山竹走勢是否按照當時預測路徑，還是可能因為菲律賓地形因素或其他在北方的高空槽線引導走勢有輕微變化，重新靠北比較接近澳門，不能完全排除澳門懸掛最高風球的可能性。
9月14日中午12時，氣象局發出最新消息，指山竹近中心最大風力達到每小時240公里，結構完整並具有大範圍烈風半徑。預測山竹15日早上進入距離澳門800公里範圍，屆時氣象局將立即發出一號風球；當晚將會改發三號風球。山竹將以超強颱風等級靠近廣東沿岸，16日日間最接近澳門，對澳門及珠江口沿岸地區構成相當大的威脅，屆時澳門會有頻密的狂風大驟雨，低窪地區可能會因風暴潮出現嚴重水浸。同時預測5日晚間至16日風力8-11級（每小時63-118公里）；16日中午至傍晚風暴潮為0.5-1.5米（內港水浸）；15日至17日雨量為150-250毫米。
氣象局於9月15日上午11時發出一號風球，當時山竹集結在澳門之東南偏東約790公里。隨後氣象局更史無前例地在一號風球生效期間表示9月16日中午懸掛十號風球可能性為高。氣象局於同日下午6時發出三號風球，當時山竹集結在澳門之東南約670公里。氣象局隨即表示會在翌日（9月16日）凌晨2時至5時考慮發出八號風球 。

### 全城戒備，居民撤離
澳門氣象局在9月15日晚上9時發出紅色風暴潮警告，當時山竹正集結在澳門之東南約580公里。紅色風暴潮警告一發出後，政府跨部門隨即首次啟動低窪地區疏散撤離計劃，松山燈塔、氹仔大潭山氣象局、路環高頂疊石塘山及保安部隊高校隨即發出長達3分鐘的風暴潮警笛高地音頻警報，低窪地區同時發出長達3分鐘的風暴潮警笛低窪地區音頻警報後以4種語言方式呼籲民眾撤離前往避險中心，由於技術故障，下環街一帶的風暴潮警笛未能響起，現場有海關人員向附近居民疏散並前往避險中心。全澳15個低窪地區公共停車場於晚上10時正關閉。珠海市政府在15日晚上大約9時半決定於16日凌晨1時起關閉來往澳門三個陸路口岸，其中包括關閘、青洲工業園區以及蓮花口岸直至另行通知。海事及水務局宣佈︰氹仔尾班船往香港上環為晚上7時；澳門外港尾班船往香港上環為晚上10時。氣象局首先在9月15日晚上10時左右表示，將於9月16日凌晨2時至5時發出八號東北風球，然後在晚上10時50分左右宣佈在16日凌晨2時發出八號東北風球。澳門政府宣布15日晚上11時起賭場停止一切博彩活動，這是澳門史上首次因風災而關閉娛樂場，最終賭場停擺33小時後在9月17日才重新開放。

### 來勢洶洶，直逼珠江口一帶
氣象局在9月16日凌晨2時發出八號東北風球，當時山竹集結在澳門之東南約430公里。氣象局表示早上將考慮發出九號風球。氣象局在上午9時發出九號風球，當時山竹集結在澳門之東南約210公里，並預測山竹在中午最接近澳門，在距離澳門100公里範圍內掠過。氣象局預測澳門風力將增強，上午11時至下午2時將考慮改掛十號風球 。民防行動中心基於綜合評估及安全考量，宣佈西灣大橋下層行車道於16日上午9時懸掛九號風球時同步採取封閉措拖，是繼颱風天鴿以來第二次。隨澳門風力增強及山竹繼續快速逼近，氣象局在上午9時40分宣佈將於上午11時發出十號風球。氣象局在上午11時正發出十號風球，當時山竹集結於澳門東南約160公里。是次為繼2017年颱風天鴿後，氣象局再次發出十號風球，更是81年來首次連續兩年發出十號風球。隨後氣象局因預料內港將有高出路面2.5米的水浸，在下午2時正發出黑色風暴潮警告。山竹於下午4時最接近澳門，在澳門氣象局總部之西南約60公里掠過。隨著山竹登陸台山並西移遠離，氣象局在晚上8時改發八號東南風球，當時山竹集結在澳門以西約110公里。隨著水位逐步下降，氣象局在晚上11時取消所有風暴潮警告。澳門氣象局於9月17日凌晨4時正改發三號風球，並預計維持一段時間，當時山竹集結在澳門以西約400公里，並減弱為強烈熱帶風暴。山竹逐漸遠離澳門，因此地球物理暨氣象局於9月17日晚上6時取消所有熱帶氣旋警告信號，當時山竹集結在澳門之西北偏西約740公里。

### 顯著破壞

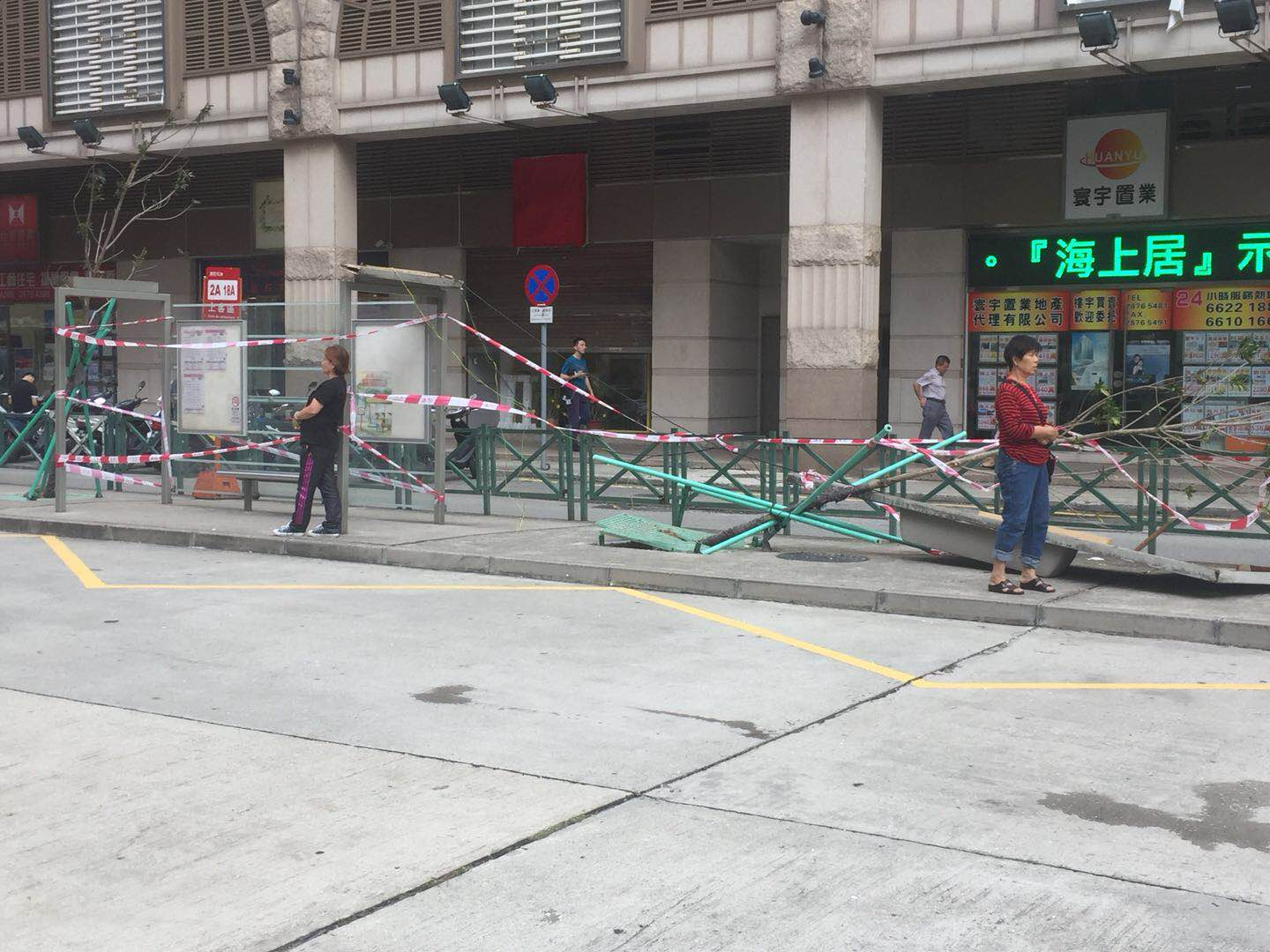
颱風山竹吹襲澳門後，東方明珠總站等候區的天花遭整個吹脫。

十號風球和黑色風暴潮警告生效期間，低窪地區多處出現水浸情況，內港一帶水浸情況達到2米左右；十月初五街、賈羅布大馬路等多處出現棚架倒塌。部分地區亦因發電廠停止運作而大規模停電。下午1時，有網友在下環更拍攝到落冰雹。9月16日大潭山氣象站全日平均風力更高達每小時48.0公里。
9月15日至16日期間，共有148宗事故報告，當中7人受傷，事故中包括8宗水浸、26宗建築物損毀、20宗樹木倒塌、76宗廣告牌等搖搖欲墜。
在前一年颱風天鴿造成玻璃損壞的寰宇天下，其平台位置的玻璃再次因強風而吹至脫落，外牆亦出現水泥鬆脫。
因山竹對澳門造成嚴重影響，特區政府宣佈非緊急公務員在9月17日豁免上班，教青局宣佈9月17日中、小學、幼稚園、特殊教育停課一日。截至9月16日晚上7時，澳門民防行動中心收到建築物損毀、樹木倒塌等事故報告182宗，並造成15人受傷，而澳門各大專院校宣佈9月17日當天停課1天。

### 封橋後徒步被行政處罰
在十號風球期間，有5名男女在舊澳氹大橋步行的事件，治安警察局以反道路交通法中進入禁止行人通行之地方的條款，每人被行政處罰300元，作出行政處罰5人。經了解，5人是旅客，當時想到位於氹仔的酒店尋找親人。治安警察局方亦將檢討大橋採取封橋措施時的護欄等問題。

### 風災善後
9月17日，風災後第二日，各政府部門、民間團體均協助各地區清理垃圾；而民政總署於低窪地區設置40個臨時垃圾收集點，並派員到各區進行清理工作；海關、治安警察局、司法警察局、江門同鄉會、澳門街坊會聯合總會、澳門婦女聯合總會、中華教育會及澳門中華新青年協會等各個不同的團體亦有派員進行街道清理等善後。
民政總署於17日凌晨4時開始清理各堆積樹木、垃圾等，並聯同其他政府部門、澳門清潔專營公司進行善後工作，截至同日下午4時，共清理900噸垃圾；而垃圾收集點從原本的40個增至50個，並派駐人員協助加快清理，同時派稽查人員協助食肆、零售商等處理受污染食品，銷毀約10噸受污染食品。
澳門對外口岸於17日早上8時起重開，由珠海拱北口岸入境澳門關閘的排隊人龍一度超過上千人。噴射飛航17日重開首班船，香港至澳門：早上7時45分；澳門至香港：早上9時半。金光飛航首班船重開由香港至氹仔、九龍至氹仔分別為：早上8時分及早上9時15分。
衛生局派人員到水浸地區進行滅蟲、滅蚊等消毒，並提醒民眾注意環境、個人以及食物衛生。
教育暨青年局各人員於17日前往各受災嚴重的學校探訪，77所學校中，73所確定具備復課條件，其餘4所需進行電力系統維修及衛生消毒而未能復課，未能復課的學校會繼續停課。
社工局將繼續開放青洲避難中心給有需要人士，並協助各社會服務設施恢復正常運作。
在山竹襲澳後約兩個月，統計暨普查局估算山竹引致澳門的經濟損失約15.5億元（澳門幣，下同），其中直接損失5.2億元，間接損失10.3億元，主要涵蓋商戶、住屋、車輛和公共設施等。
西灣大橋氹仔段出現路陷，當中發現有管線的設施井出現破損，經檢查評估，認為路陷主要成因是管網破損出現了長期性的水土流失，同時風暴潮加速了情況惡化。民署與管線公司已確定維修方法及開展工程，爭取在一星期內完成。

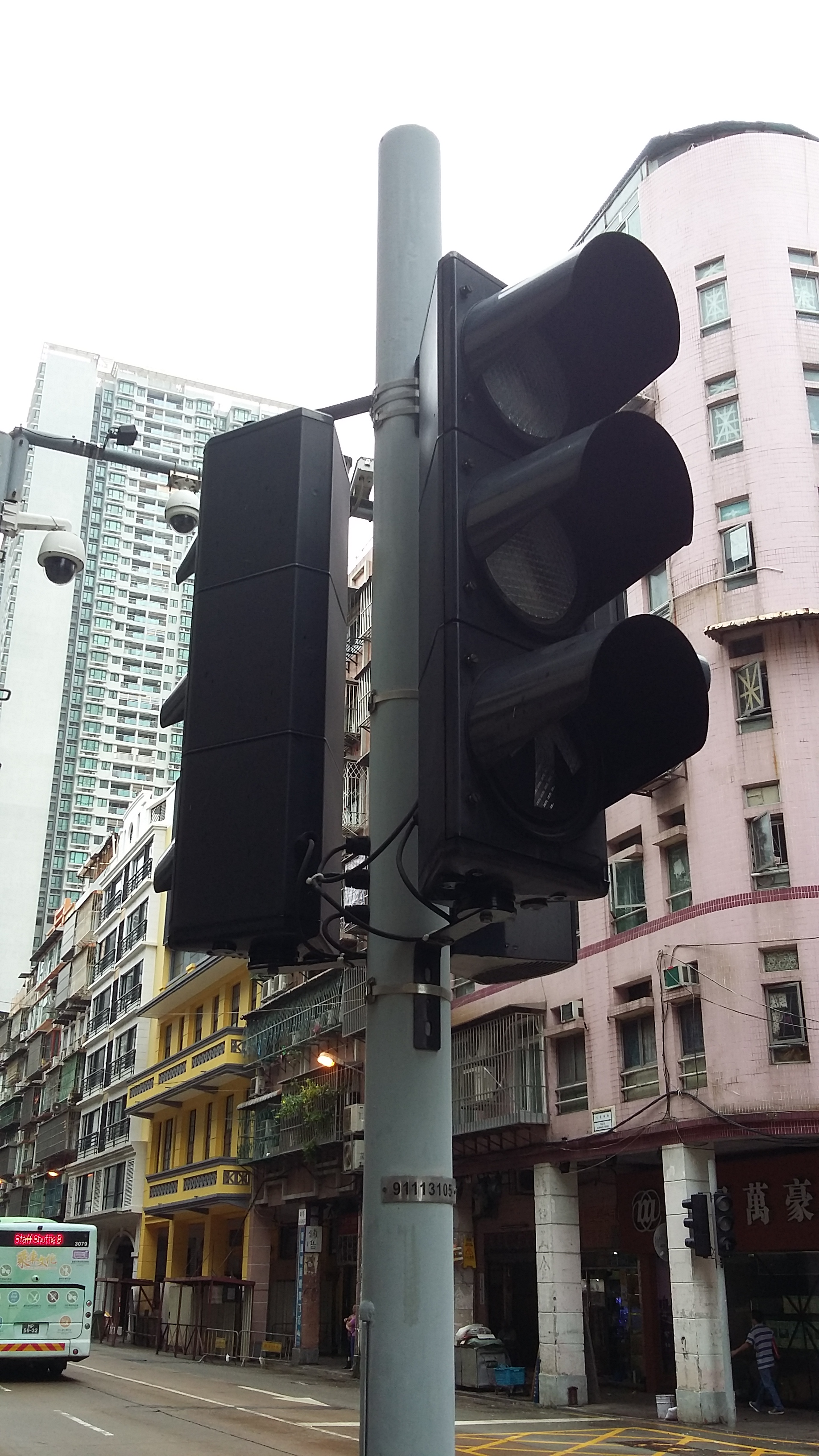
低窪地區不少交通燈受水浸影響而停止運作
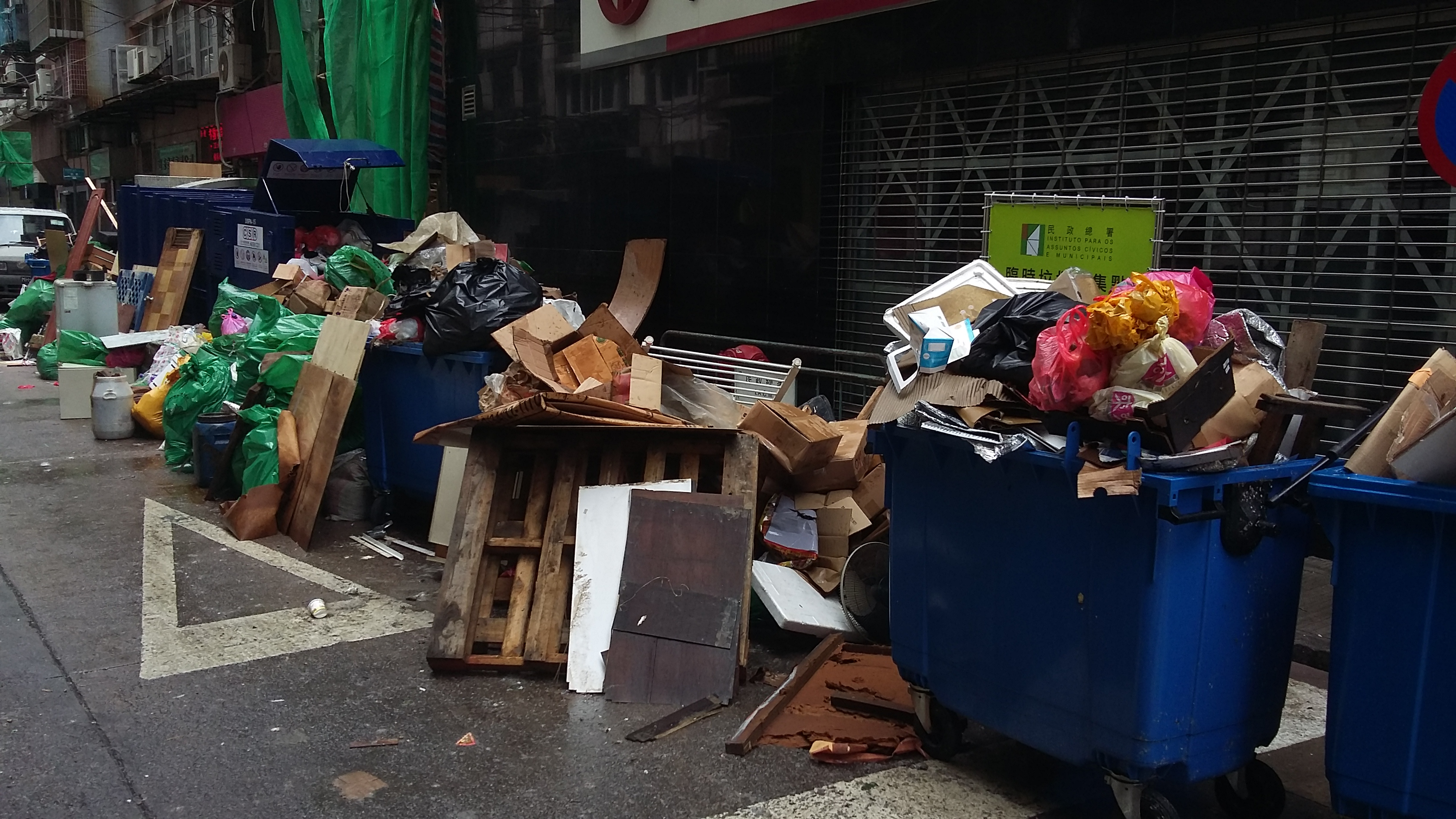
民政總署於低窪地區共設立五十個臨時垃圾收集點
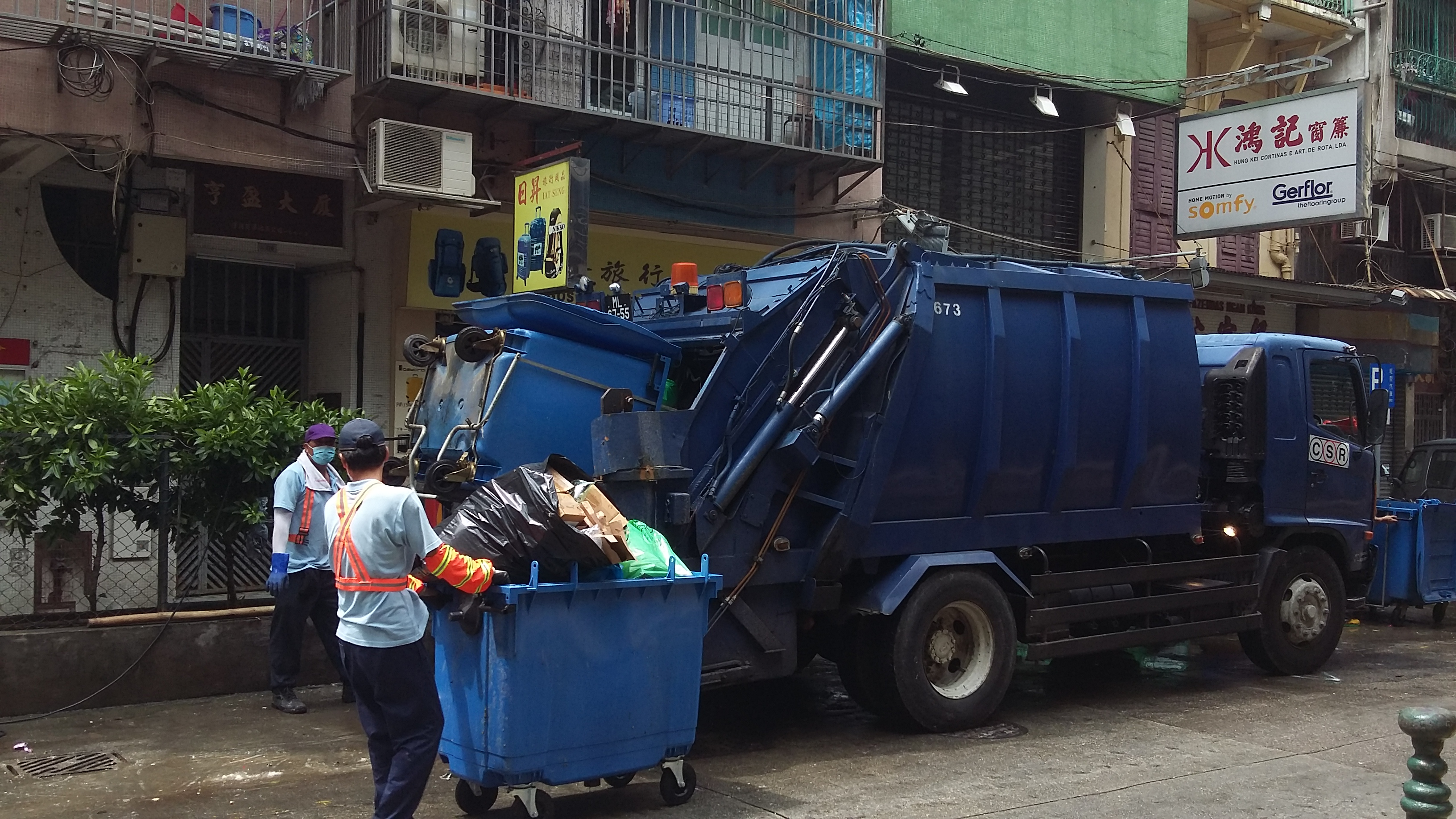
清潔工正加緊清理積滿的大型垃圾桶
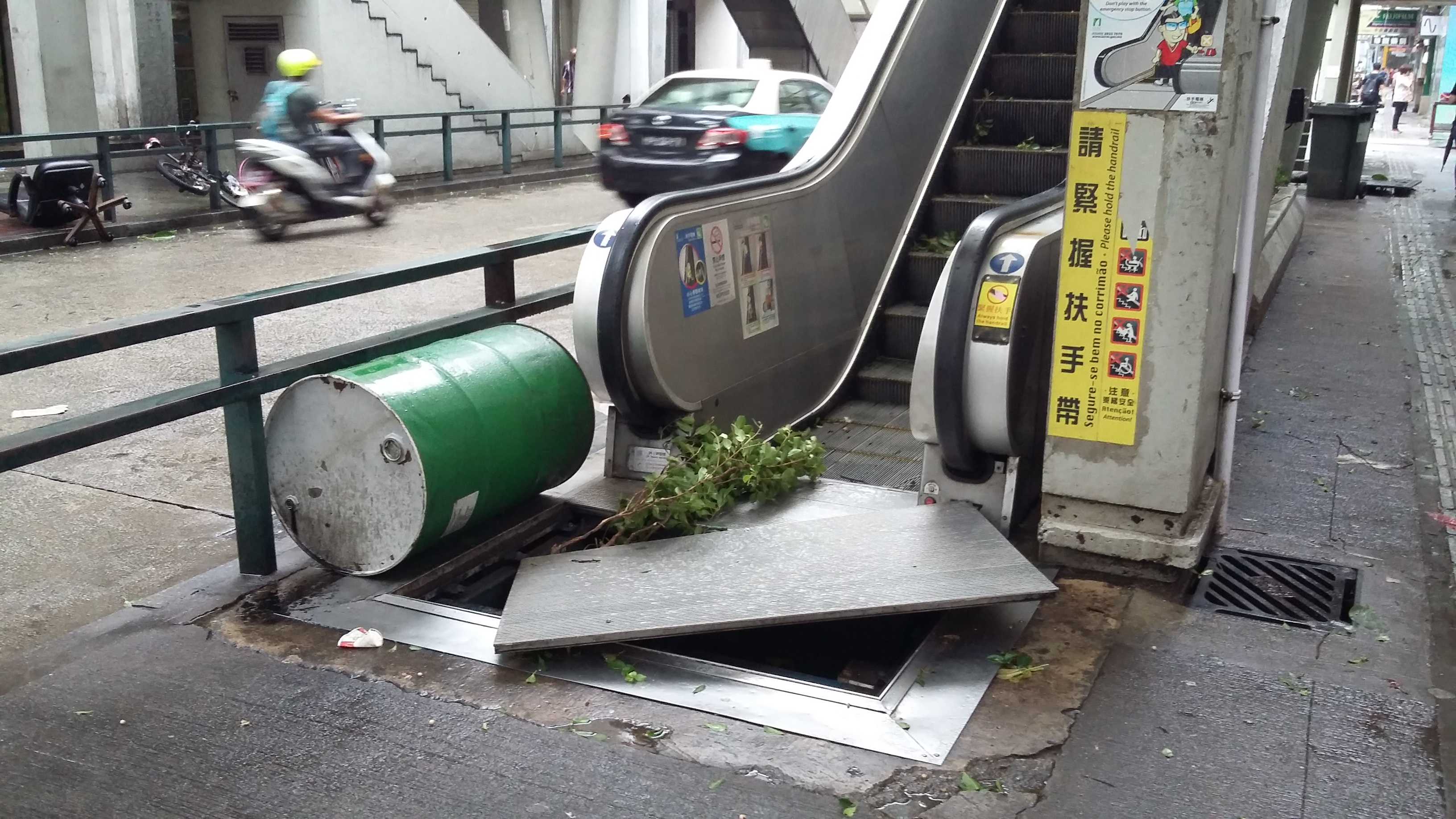
北區受水浸影響，多處公共設施均受損
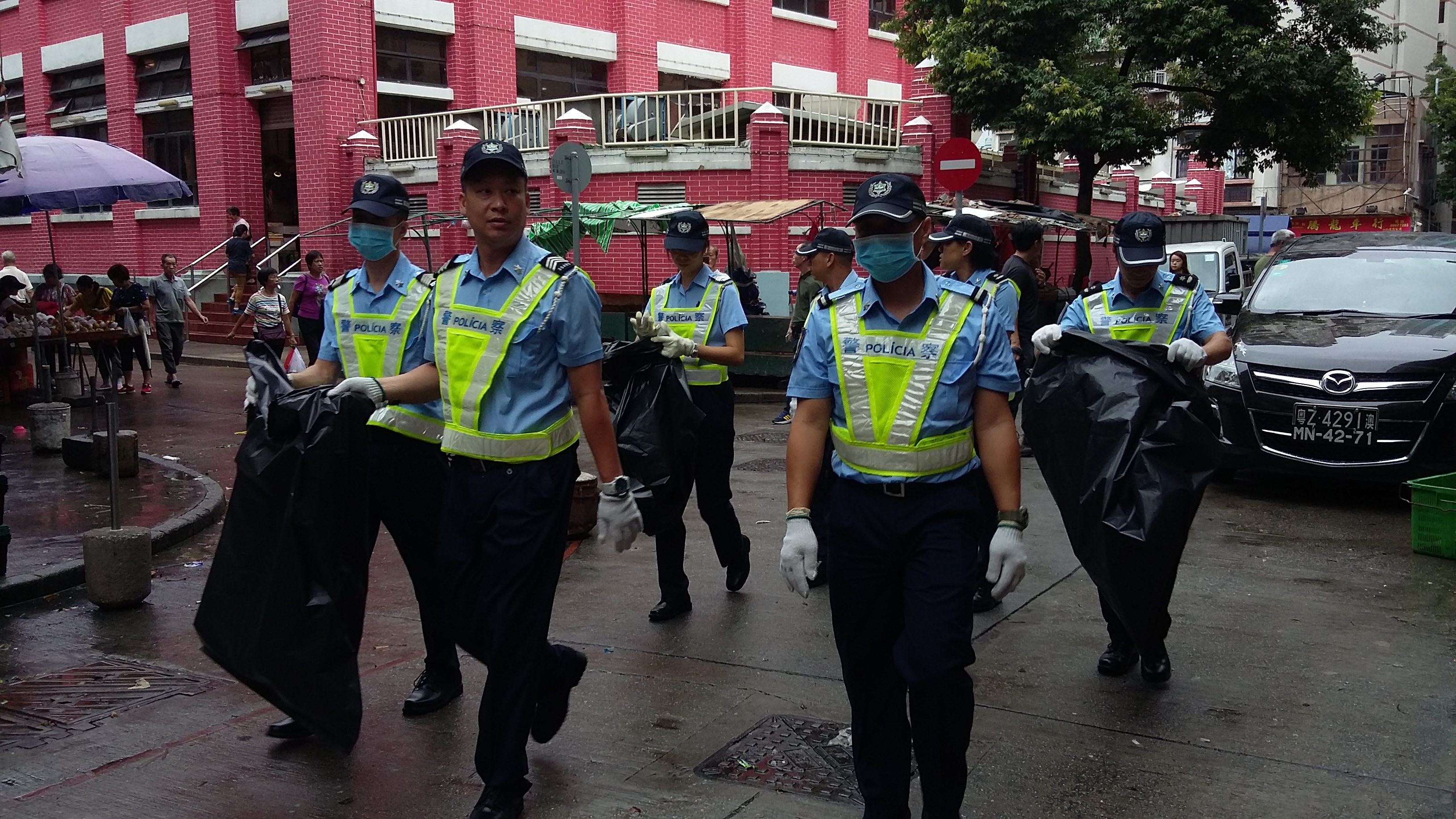
政府各部門以及民間團體均派員到各區協助清理

## 熱帶氣旋警告使用紀錄

### 香港
| 香港天文台 熱帶氣旋警告信號 | 香港天文台 熱帶氣旋警告信號 | 香港天文台 熱帶氣旋警告信號 |
| --------------------------- | --------------------------- | --------------------------- |
| 上一熱帶氣旋                | 一號戒備信號                | 下一熱帶氣旋                |
| 熱帶風暴百里嘉              | 一號戒備信號                | 超強颱風玉兔                |
| 熱帶風暴百里嘉              | 三號強風信號                | 超強颱風玉兔                |
| 強颱風卡努                  | 八號東北烈風或暴風信號      | 熱帶風暴韋帕                |
| 強烈熱帶風暴帕卡            | 八號東南烈風或暴風信號      | 颱風海高斯                  |
| 強颱風卡努                  | 八號烈風或暴風信號          | 熱帶風暴韋帕                |
| 超強颱風天鴿                | 九號烈風或暴風風力增強信號  | 颱風海高斯                  |
| 超強颱風天鴿                | 十號颶風信號                | 超強颱風蘇拉                |

### 澳門
| 地球物理暨氣象局 熱帶氣旋信號 | 地球物理暨氣象局 熱帶氣旋信號 | 地球物理暨氣象局 熱帶氣旋信號 |
| ----------------------------- | ----------------------------- | ----------------------------- |
| 上一熱帶氣旋                  | 一號風球                      | 下一熱帶氣旋                  |
| 熱帶風暴百里嘉                | 一號風球                      | 強颱風玉兔                    |
| 熱帶風暴百里嘉                | 三號風球                      | 熱帶風暴木恩                  |
| 強烈熱帶風暴貝碧嘉            | 八號東北風球                  | 熱帶風暴韋帕                  |
| 強烈熱帶風暴貝碧嘉            | 八號東南風球                  | 颱風海高斯                    |
| 強烈熱帶風暴貝碧嘉            | 八號風球                      | 熱帶風暴韋帕                  |
| 強颱風天鴿                    | 九號風球                      | 颱風海高斯                    |
| 強颱風天鴿                    | 十號風球                      | 颱風海高斯                    |

## 外部連結
- （繁體中文）香港天文台：超強颱風山竹報告 （页面存档备份，存于）、2018年9月熱帶氣旋概述 （页面存档备份，存于）、2018年9月天氣回顧 （页面存档备份，存于）、實時天氣稿（9月14日 （页面存档备份，存于）－15日 （页面存档备份，存于）－16日 （页面存档备份，存于）－17日 （页面存档备份，存于））、山竹襲港期間發出的八號或以上熱帶氣旋警告
- （繁體中文）澳門地球物理暨氣象局：2018年熱帶氣旋年報：超強颱風山竹